# Liste von Panzermodellen nach 1945
Diese Liste enthält nach dem Zweiten Weltkrieg entstandene Panzerfahrzeuge, sortiert nach den jeweiligen Ursprungsländern (einschließlich Lizenzbauten) und ihrer Verwendung.

## Alphabetische Auflistung (nach Ursprungsnation)

### Ägypten

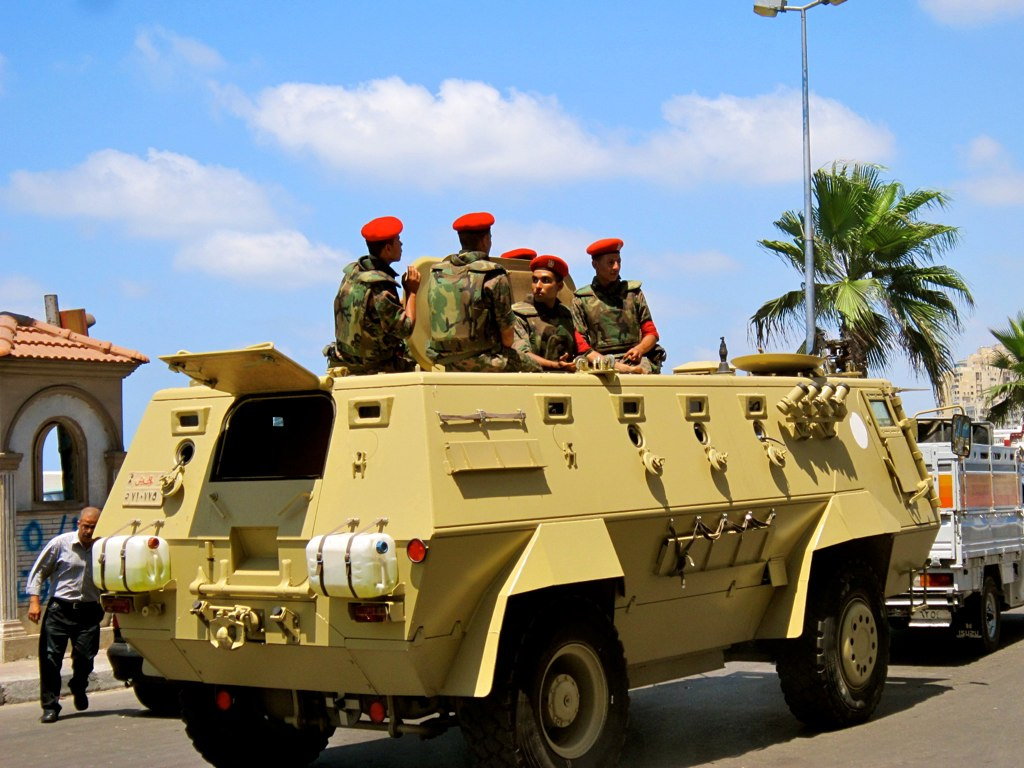
Fahd

#### Transportpanzer
- Walid (Mannschaftstransportwagen 4×4)
- Fahd (Mannschaftstransportwagen 4×4)

### Argentinien

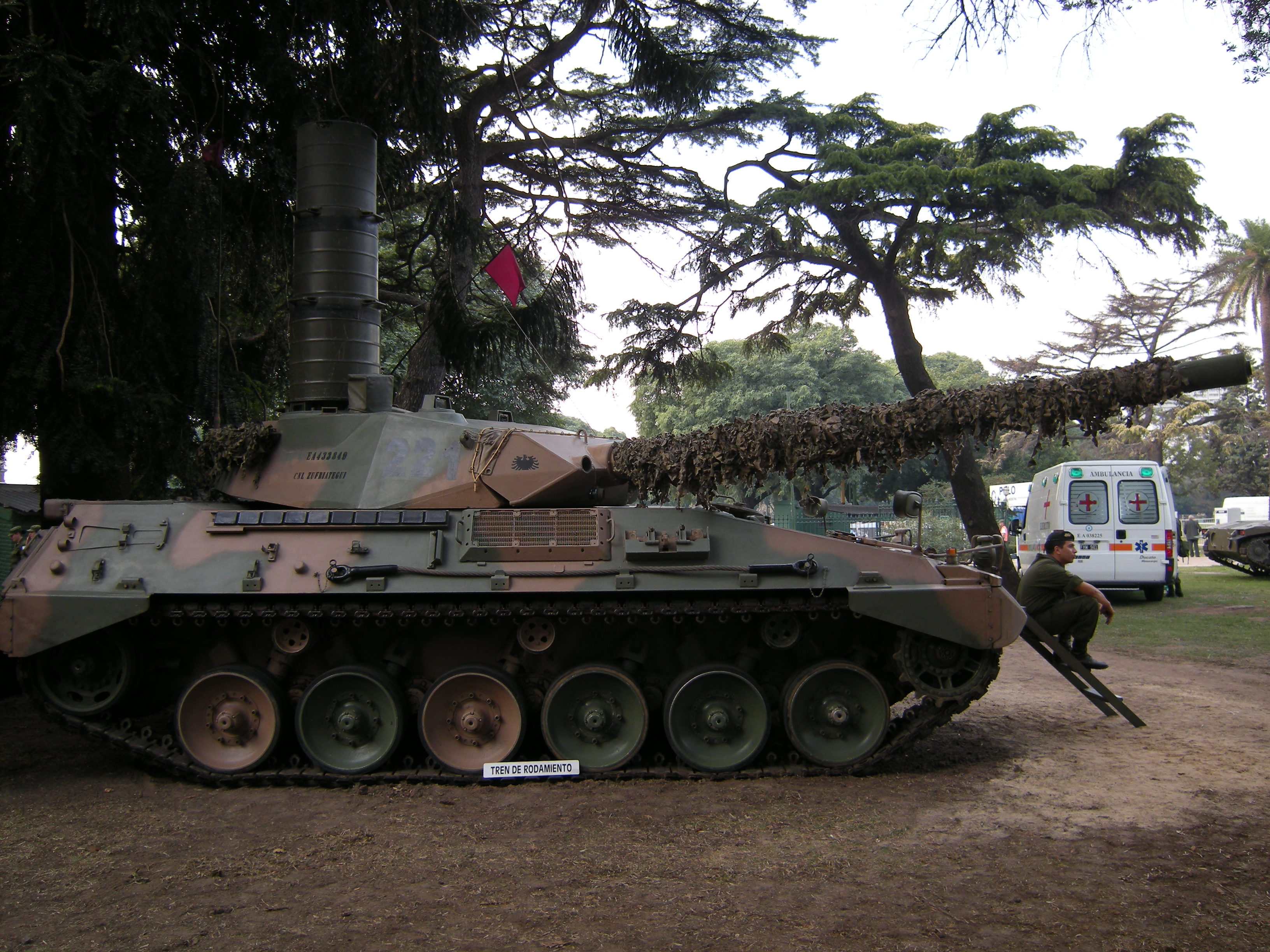
TAM

#### Kampfpanzer
- TAM (Tanque Argentino Mediano)

#### Schützenpanzer
- VCTP (Vehículo de Combate Transporte de Personal, auf Basis TAM)

#### Panzerartillerie
- VCA 155 (Vehículo de Combate de Artillería de 155 mm, Panzerhaubitze 155 mm auf Basis TAM)

### Australien

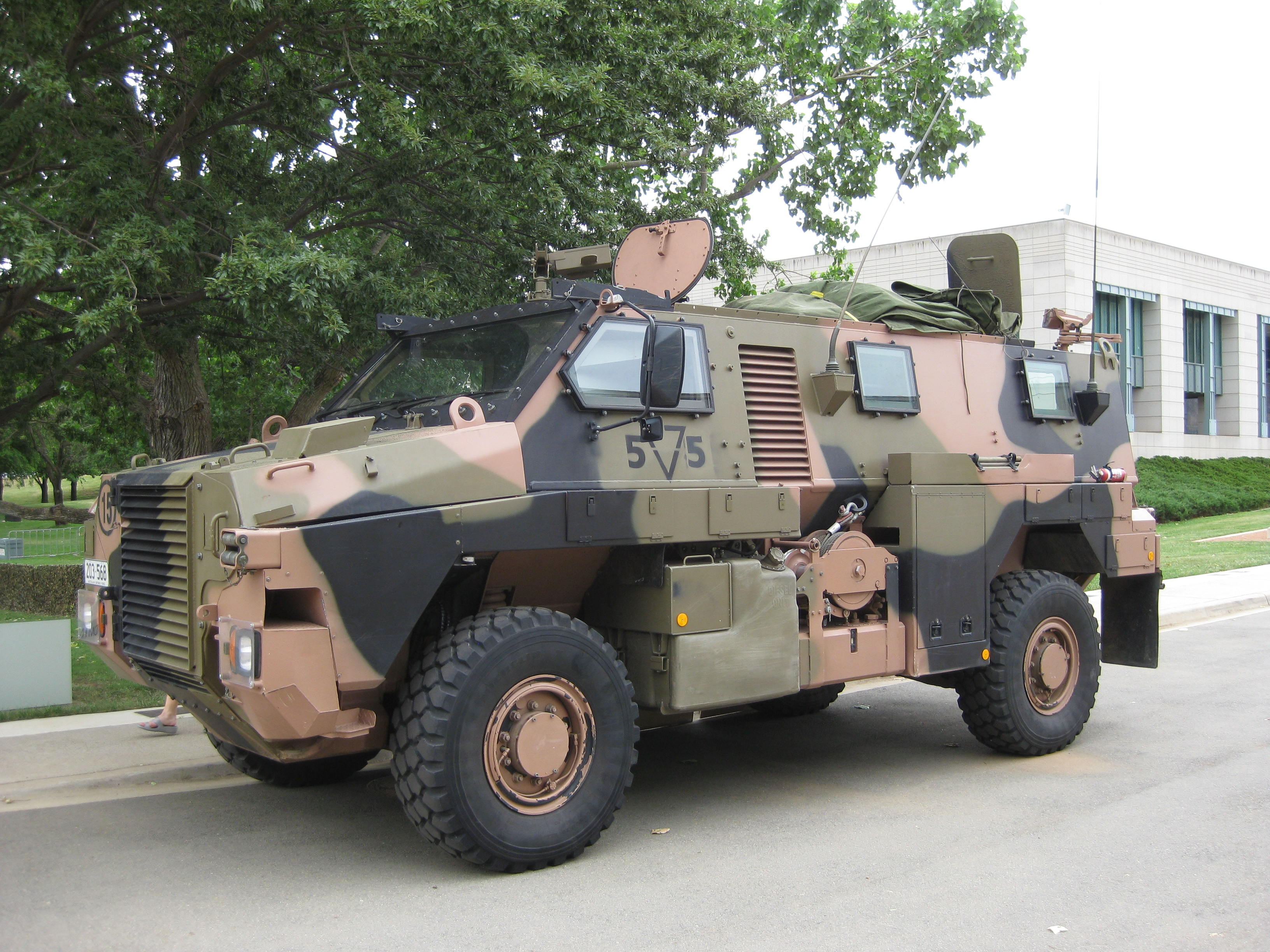
Bushmaster PMV

#### Schützenpanzer
- ASLAV (Australian Light Armoured Vehicle, Schützenpanzer 8×8, australischer Lizenzbau des Mowag Piranha)

#### Geschützte Fahrzeuge
- Bushmaster Protected Mobility Vehicle (MRAP-Fahrzeug 4×4)

### Belgien

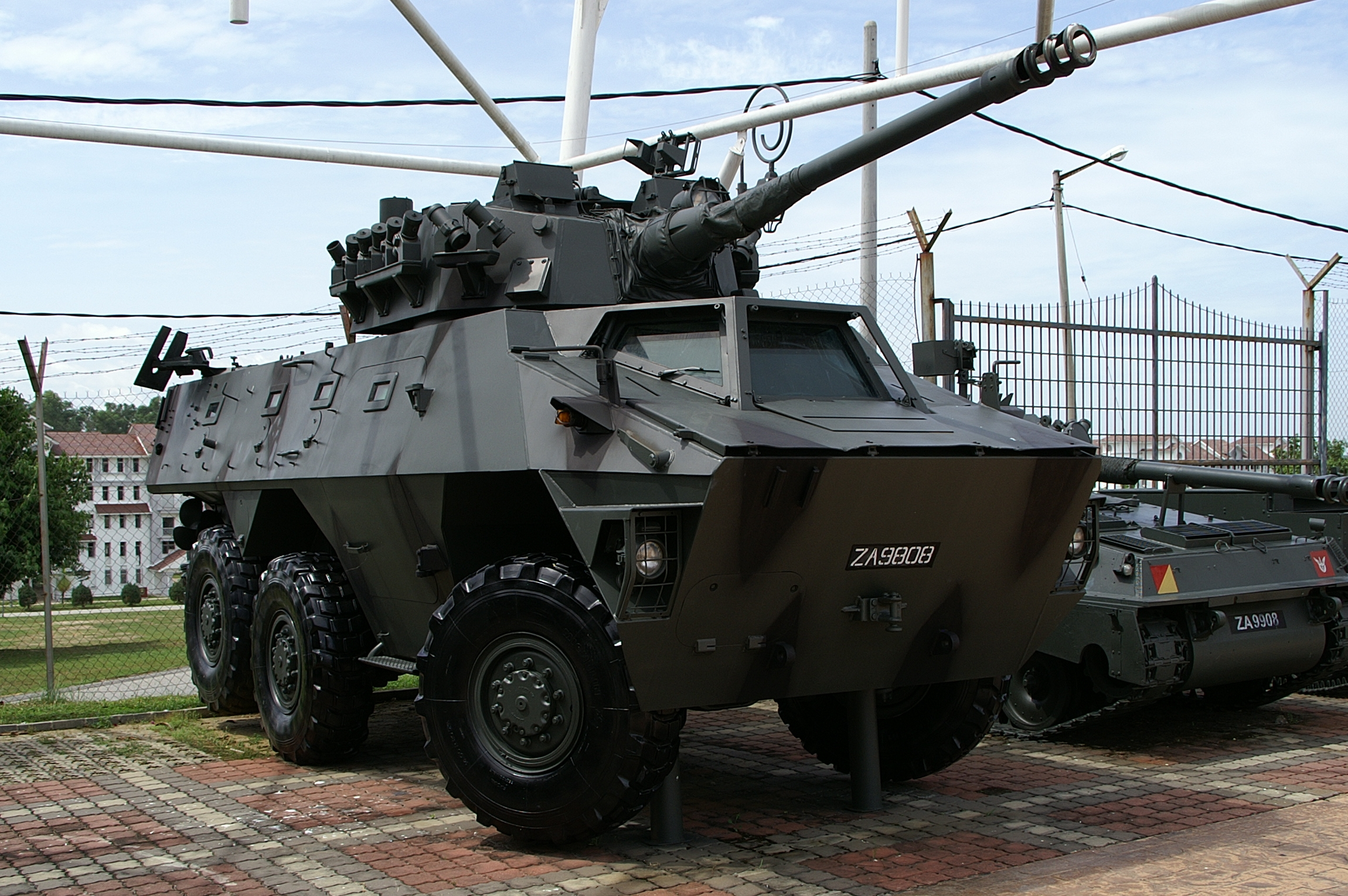
SIBMAS

#### Transportpanzer
- SIBMAS (Radpanzer 6×6, nur für Malaysia als Feuerunterstützungs- und Bergefahrzeug gebaut)

### Brasilien

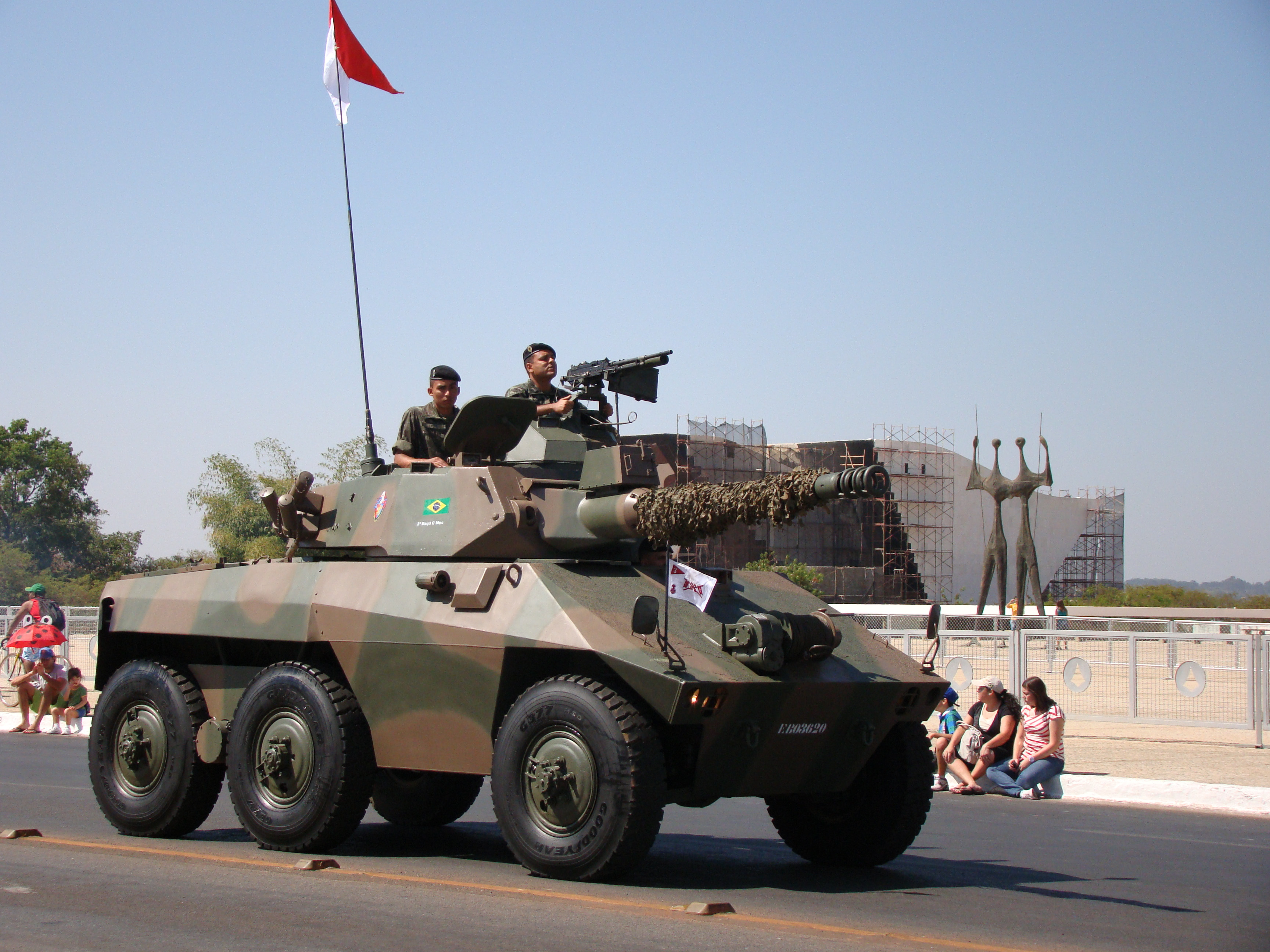
EE-9 Cascavel

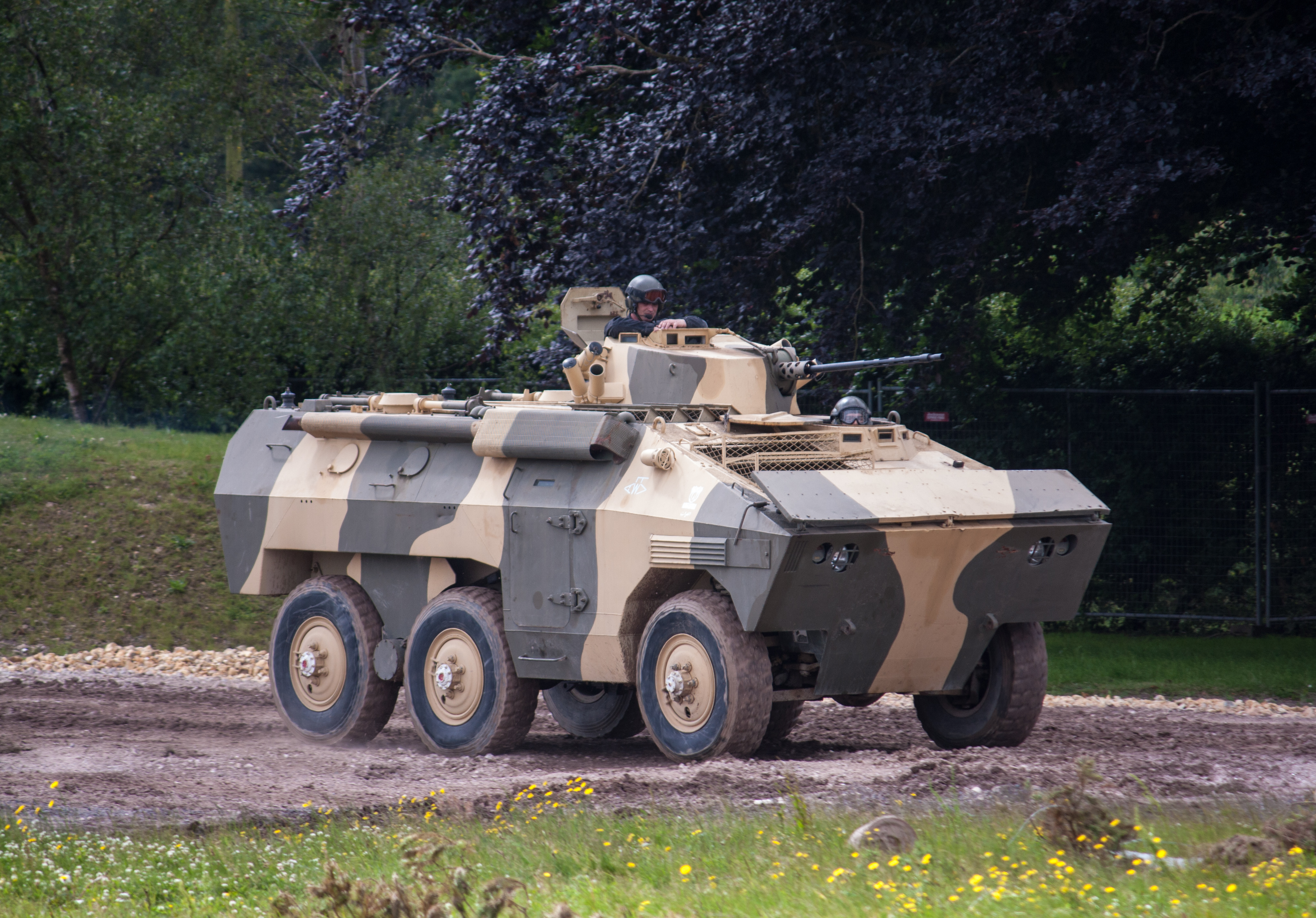
EE-11 Urutu

#### Aufklärungspanzer
- EE-9 Cascavel (Spähpanzer 6×6)
- X1A (modernisierender Umbau des M3 Stuart)
- X1A1 (Neubau, Weiterentwicklung des X1A)
- EE-3 Jararaca (Panzerspähwagen 4×4)

#### Kampfpanzer
- EE-T1 Osório (Prototyp, keine Serienfertigung)

#### Jagdpanzer
- EE-17 Sucuri (Radpanzer 6×6)

#### Transportpanzer
- EE-11 Urutu (Mannschaftstransportwagen 6×6)

#### Brückenlegepanzer
- XLP-10 (auf Basis X1A)

### Bulgarien

#### Schützenpanzer
- BMP-23
- BMP-30

### Volksrepublik China

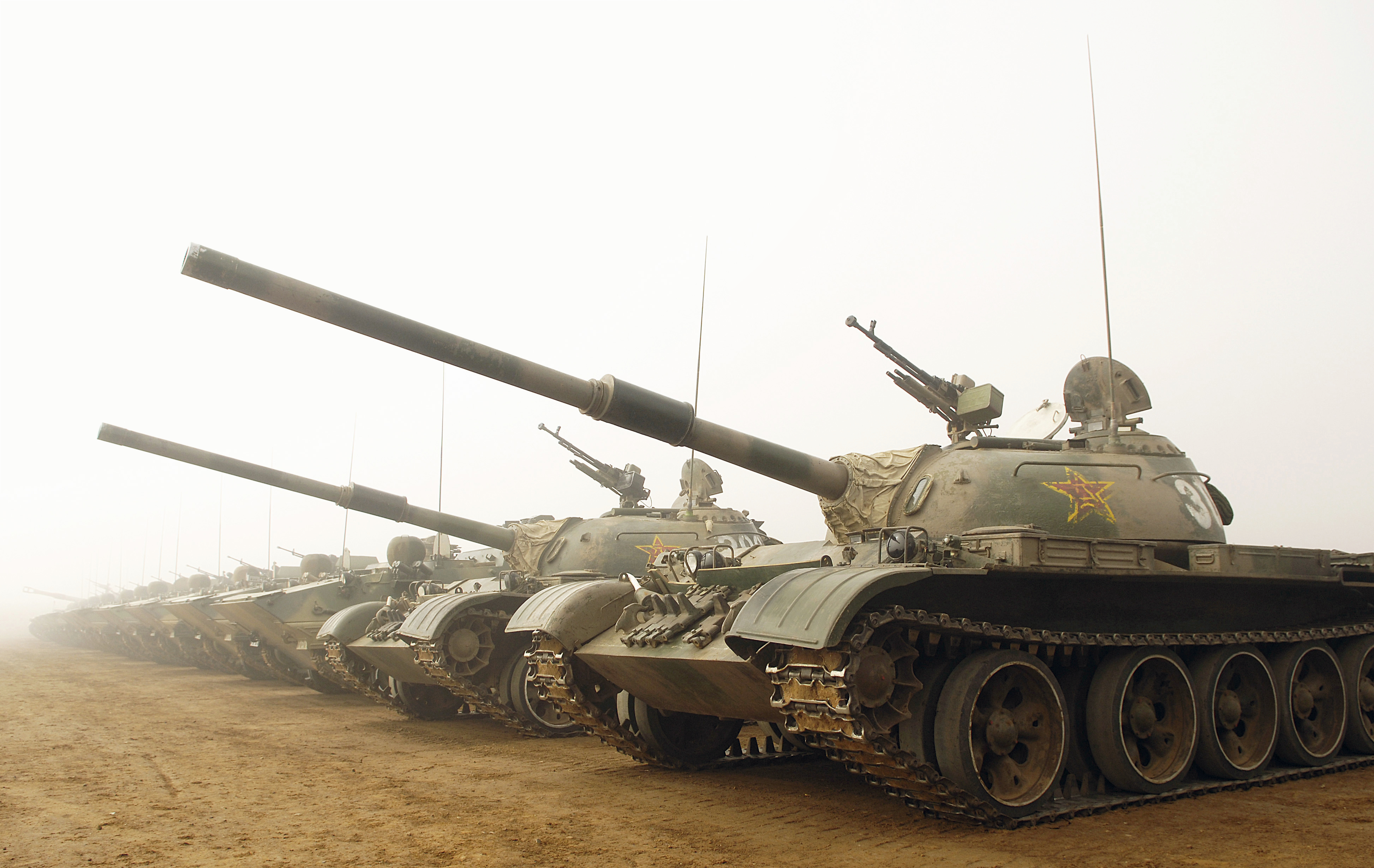
Kampfpanzer Typ 59

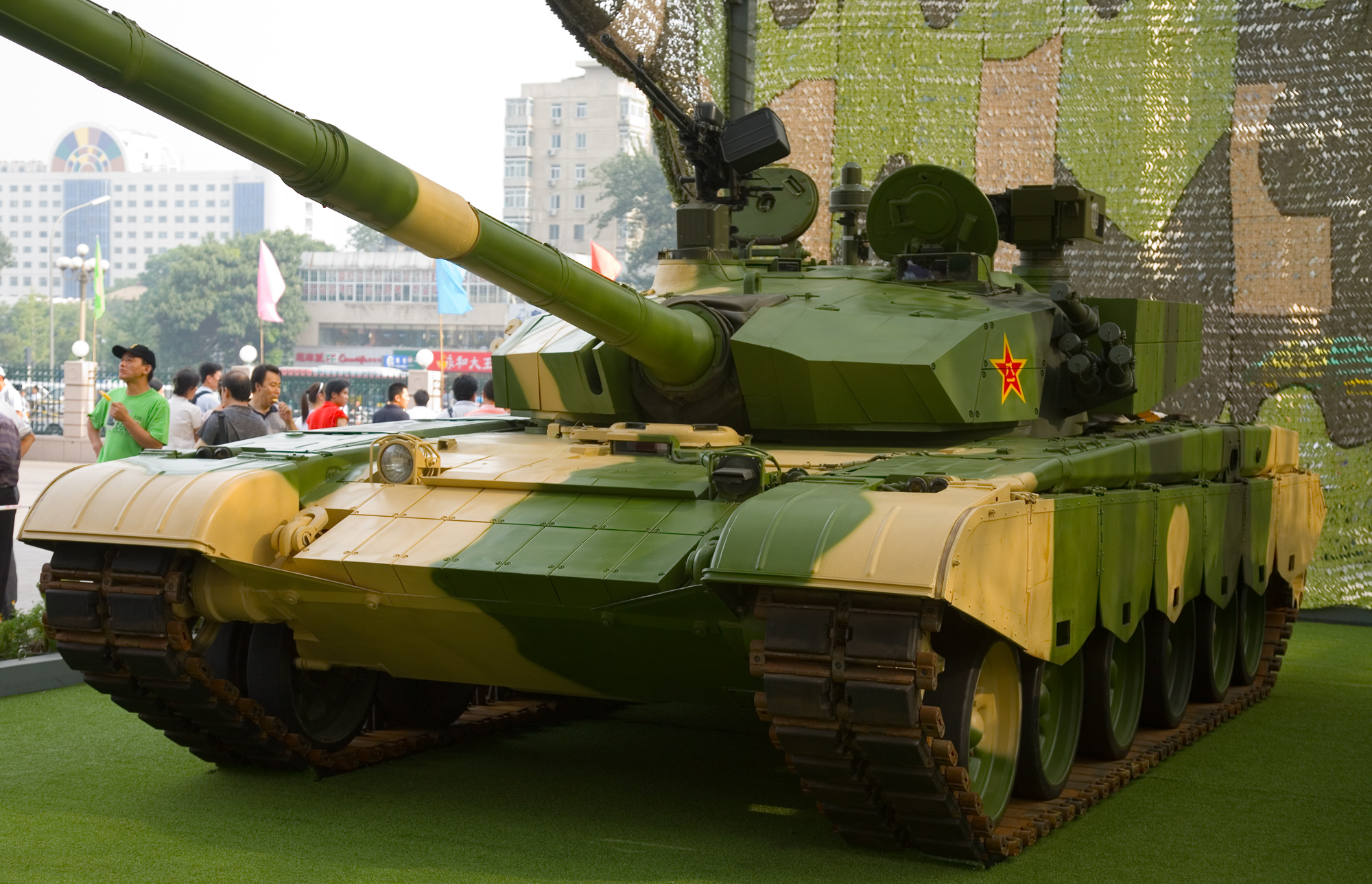
Kampfpanzer Typ 99

#### Kampfpanzer
- Typ 58 (Nachbau des sowjet. T-34/85)
- Typ 59 (modifizierter Nachbau des sowjet. T-54A)
- Typ 62 (leichter Panzer)
- Typ 63 (leichter amphibischer Panzer)
- Typ 69 (Weiterentwicklung des Typ 59)
- Typ 79 (Weiterentwicklung des Typ 59)
- Typ 80
- Typ 85
- Typ 88
- Typ 90
- Typ 96 (auch als Typ 88C bezeichnet)
- Typ 98
- Typ 99 (kampfwertgesteigerte Version des Typ 98)
- WZ-111 (Prototyp für einen schweren chinesischer Panzer aus den 1960er-Jahren)
- VT5 (leichter chinesischer Panzer aus den 2010er-Jahren)

#### Schützenpanzer
- WZ501
- WZ503
- WZ504
- WZ505
- WZ506
- WZ523
- WZ551
- WZ751
- YW309 (Version des Type 85 APC, siehe unten)
- ZBD97
- Typ 05

#### Transportpanzer
- Typ 63 (weitere Bezeichnungen/Versionen: YW-304, YW-531, YW-701, YZ-750)
- Typ 77
- Typ 85 (weitere Bezeichnungen/Versionen: YW-307, YW-531H)
- Typ 86
- Typ 89
- Typ 90

#### Panzerartillerie
- 130 mm SPG
- 203 mm SPH
- PLZ-45
- Typ 54 SPH
- Typ 70 SPA
- Typ 83 SPH
- Typ 85 SPA
- Typ 89 SPA
- PLZ-05 SPG
- PLZ-07 SPG
- PLL-05 (120-mm-Panzermörser)

 SPA=self propelled artillery, SPG=self propelled gun, SPH=self propelled howitzer

#### Flugabwehrpanzer
- Typ 63 (auf Basis eines T-34)
- Typ 80
- Typ 88
- PGZ95
- PGZ09

### Bundesrepublik Deutschland

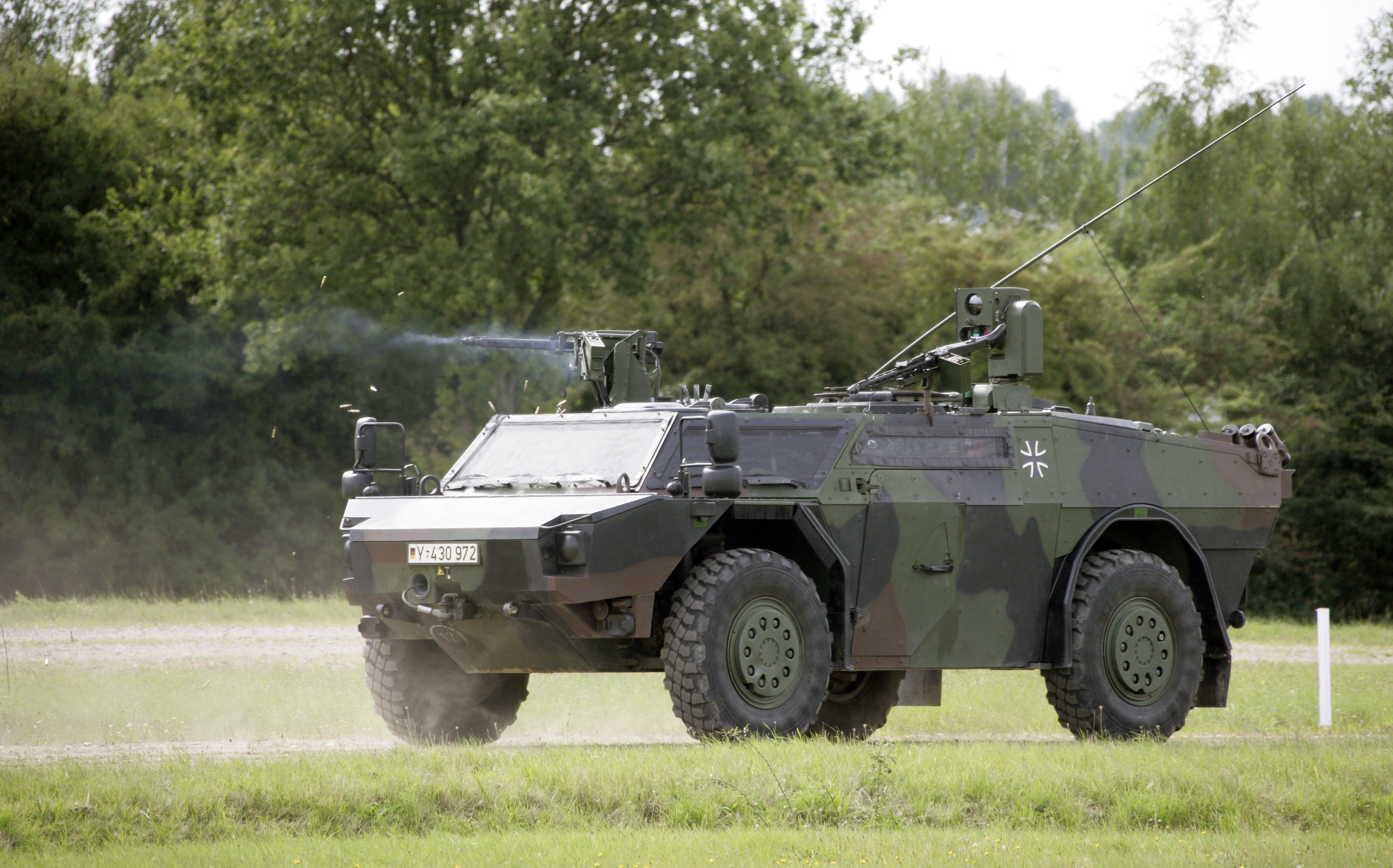
Fennek

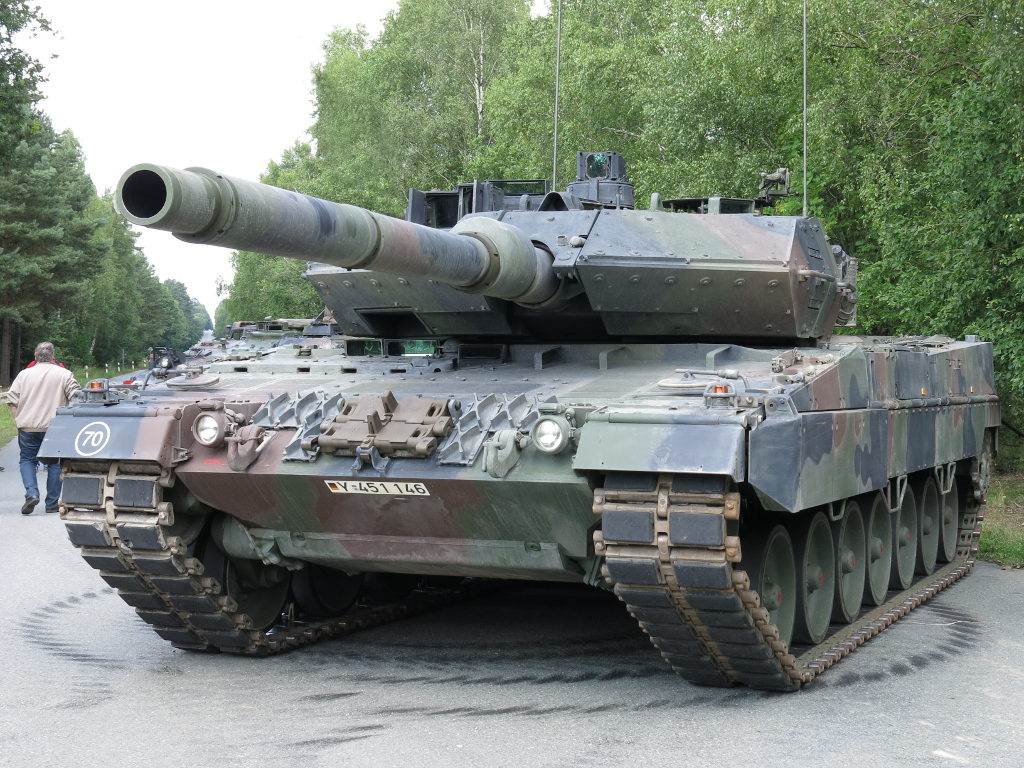
Leopard 2A7

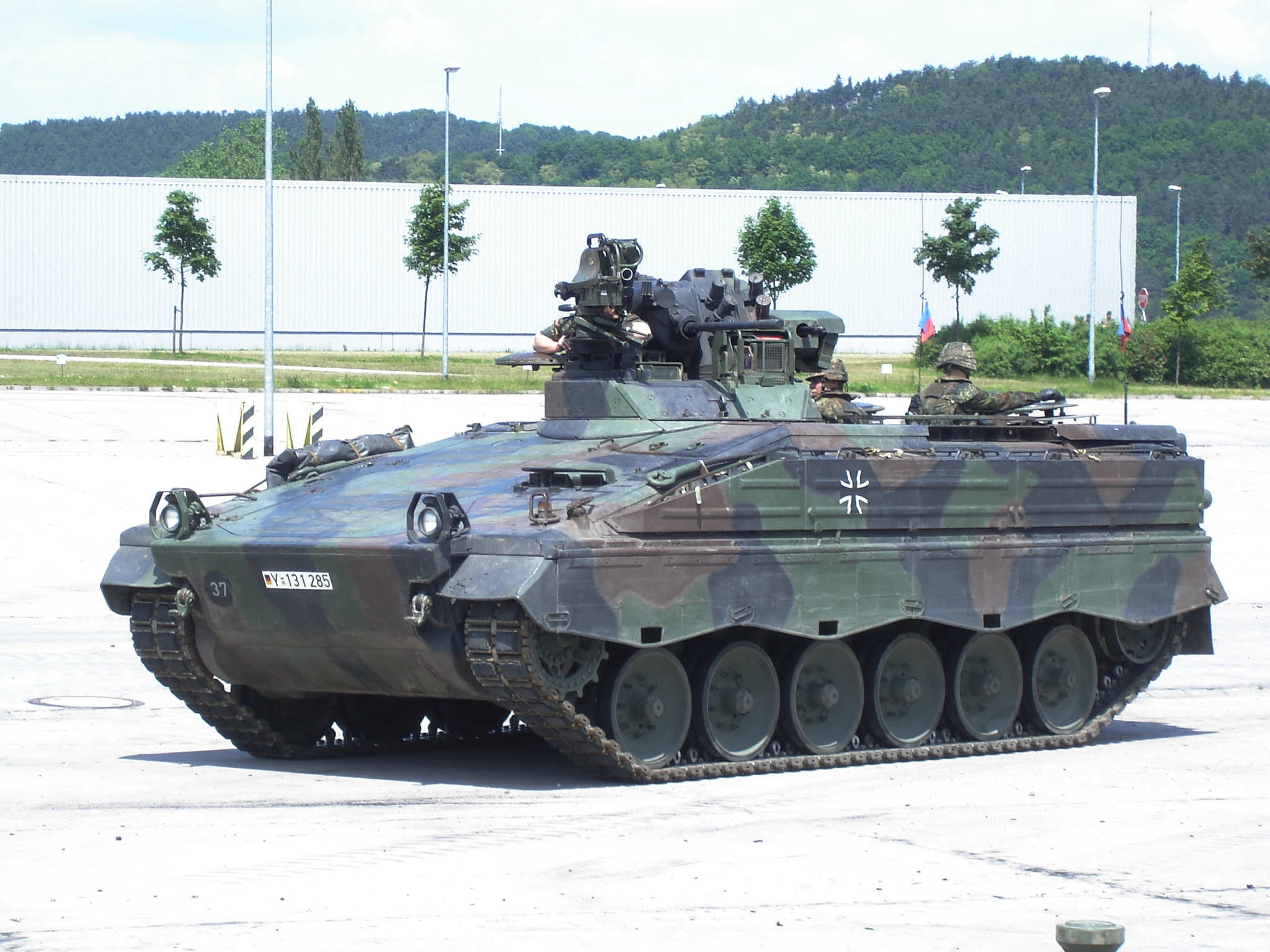
Marder 1A3

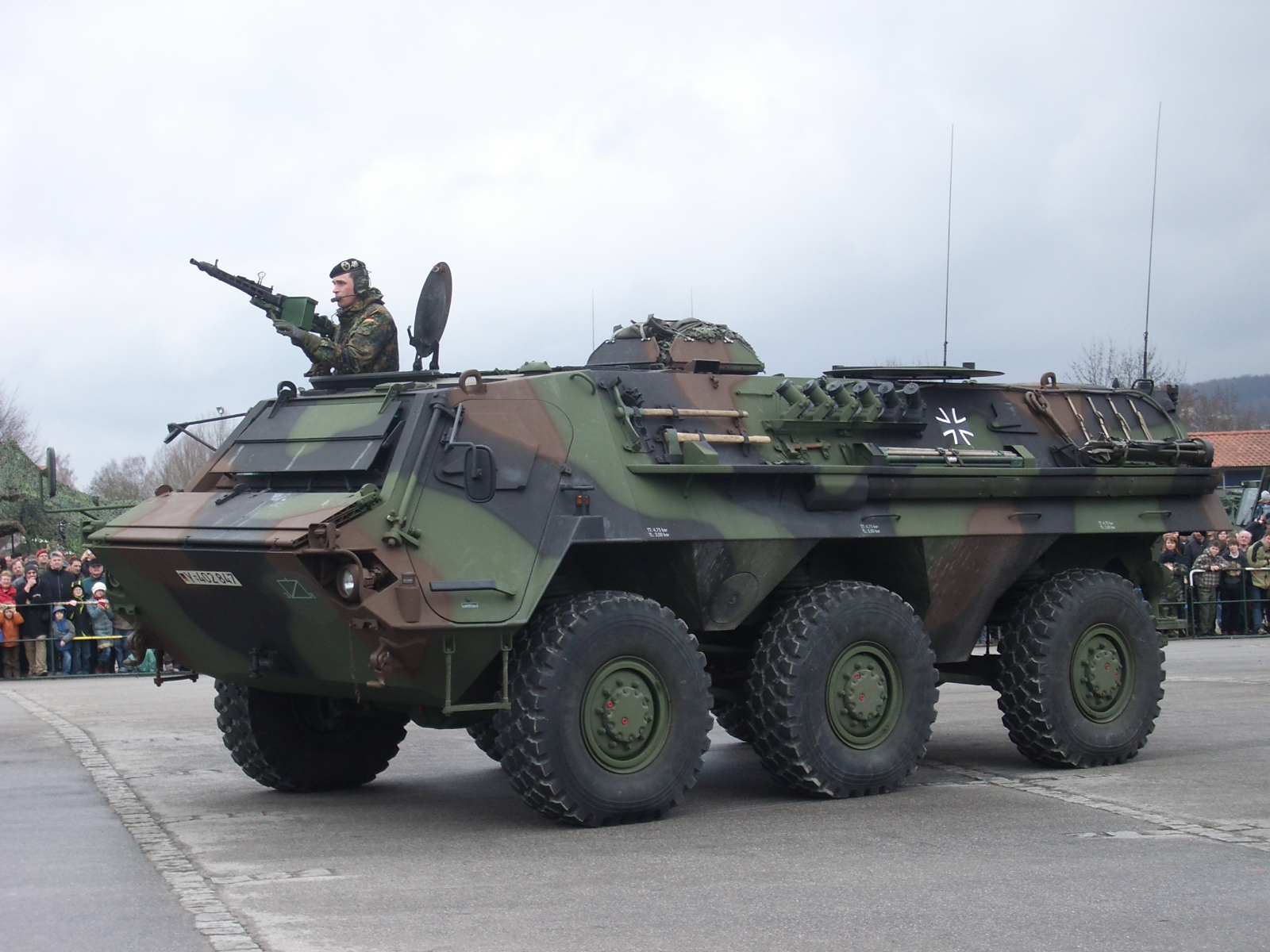
Fuchs

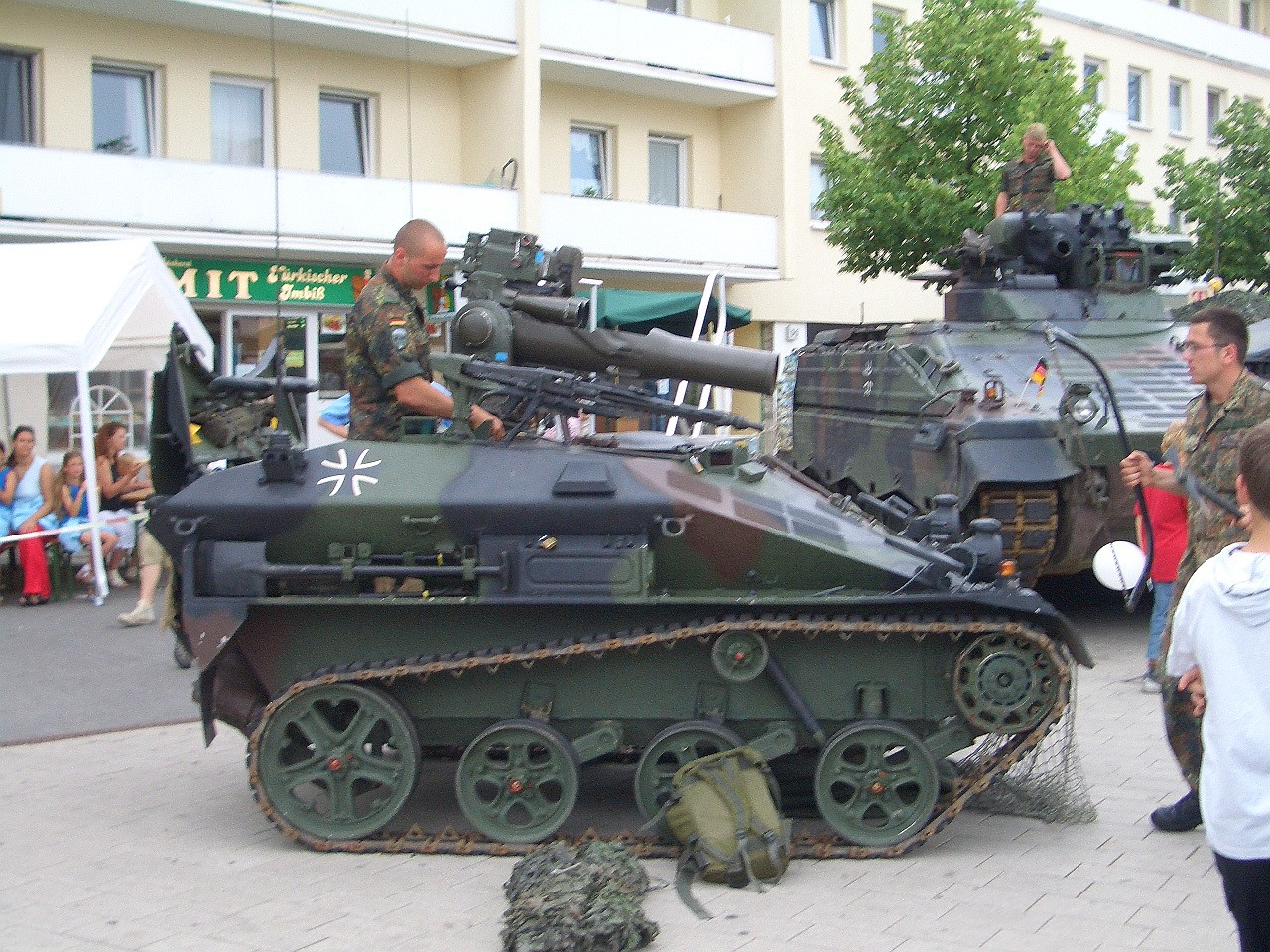
Wiesel 1 TOW

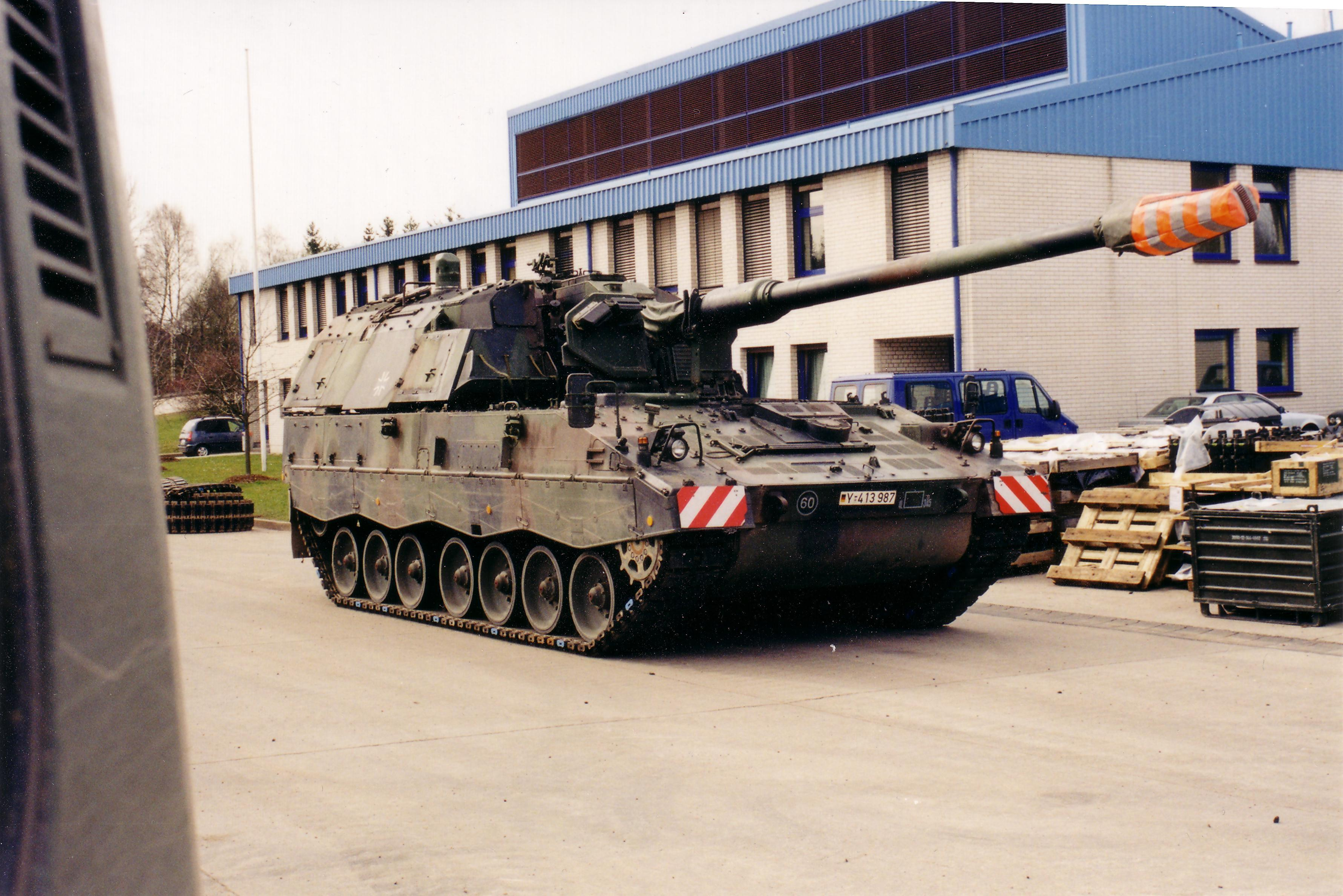
Panzerhaubitze 2000

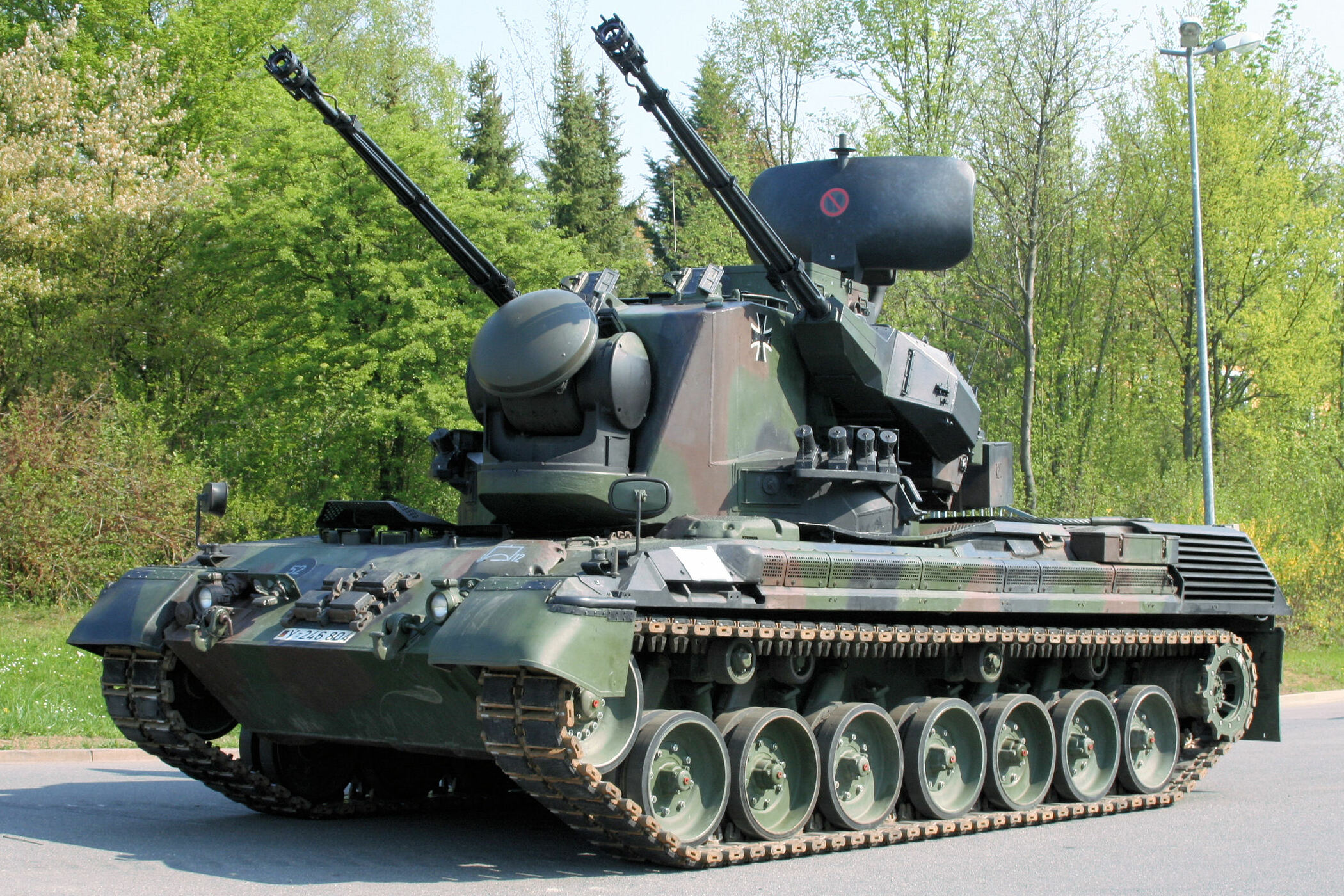
Gepard

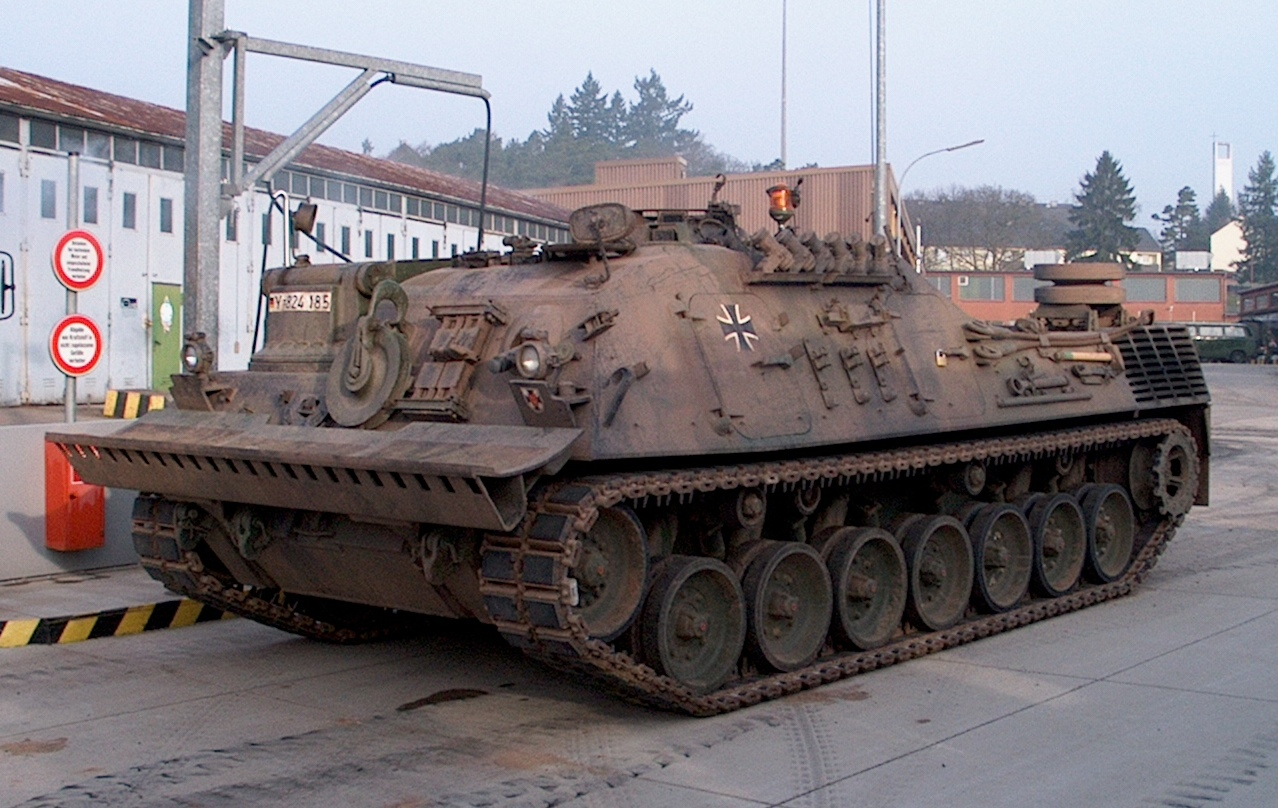
Bergepanzer 2

#### Aufklärungspanzer
- Schützenpanzer kurz, Hotchkiss (modifizierter Hotchkiss TT6)
- Luchs (Spähpanzer 8×8)
- Fennek (leichter Panzerspähwagen 4×4, deutsch-niederländische Gemeinschaftsentwicklung)

#### Kampfpanzer
- Leopard 1
- VT2 (Experimentalfahrzeug 2 Prototypen "Leopard 1A6")
- Kampfpanzer 70 (deutsch-amerikanischer Prototyp)
- Leopard 2
- KF51 Panther (Eigenentwicklung von Rheinmetall ohne Beteiligung der Bundeswehr)

#### Jagdpanzer
- Raketenjagdpanzer 1, HS 30
- Kanonenjagdpanzer
- Raketenjagdpanzer 2
- Jaguar 1 (Umbau aus Raketenjagdpanzer 2)
- Jaguar 2 (Umbau aus Kanonenjagdpanzer)
- VT1 (Experimentalfahrzeug 2 Prototypen VT1-1 und VT1-2)
- VTS-1 Marder (1 Prototyp)[1]

#### Schützenpanzer
- Schützenpanzer lang, HS 30
- Marder
- Marder 2 (Prototyp, serienreif; infolge der Wiedervereinigung nicht mehr produziert)
- Puma (in Einführung)
- Lynx
- Begleitpanzer 57 AIFSV (Experimentalfahrzeug 1 Prototyp gebaut)

#### Mörserträger
- Leichter Panzermörser (lePzMrs)

#### Transportpanzer
- Schützenpanzer kurz, Typ 42-1 (Nachschubpanzer „Cargo“, modifizierter Hotchkiss CC2-55)
- Fuchs (Transportpanzer 6×6)
- GTK Boxer (Transportpanzer 8×8, deutsch-niederländische Gemeinschaftsentwicklung)

#### Geschützte Fahrzeuge
- ATF Dingo 1 (geschütztes Patrouillenfahrzeug 4×4)
- ATF Dingo 2 (geschütztes Patrouillenfahrzeug 4×4)

#### Luftlandepanzer
- Wiesel 1 (luftverlastbarer Waffenträger)
- Wiesel 2 (vergrößerte Weiterentwicklung Wiesel 1)

#### Panzerartillerie
- Panzerhaubitze 70 (Panzerhaubitze 155 mm, deutsch-britisch-italienischer Prototyp)
- Panzerhaubitze 2000 (Panzerhaubitze 155 mm)

#### Flugabwehrpanzer
- Gepard (Flakpanzer 2×35 mm)
- Roland (Flugabwehrraketenpanzer)
- Wiesel 2 Ozelot

#### Brückenlegepanzer
- Biber
- Panzerschnellbrücke 2 (deutsch-niederländischer Prototyp)
- Panzerschnellbrücke Leguan (im Zulauf)[2]

#### Pionierpanzer
- Pionierpanzer 1
- Gepanzerte Pioniermaschine (Prototyp)
- Skorpion (Minenwurfsystem auf Basis M548 G A1)
- Dachs
- Keiler (Minenräumpanzer auf Basis M48 A2 C)
- Kodiak

#### Bergepanzer
- Bergepanzer 2
- Bergepanzer 3 Büffel

### Deutsche Demokratische Republik

#### Aufklärungspanzer
- SK-1

### Finnland

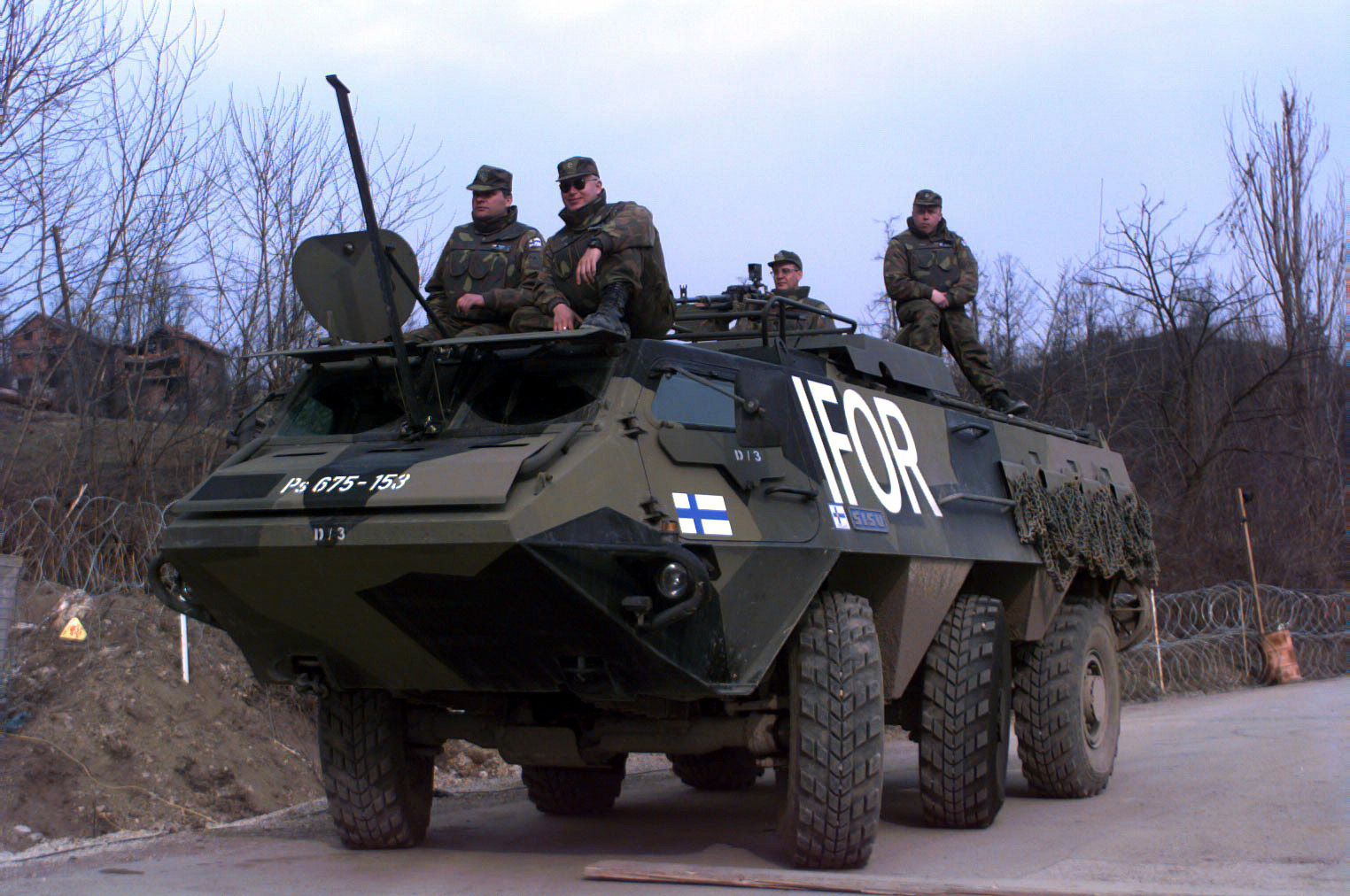
Sisu Pasi XA-180

#### Transportpanzer
- Sisu Pasi (Sisu XA-180/Sisu XA-185/Sisu XA-203)
- Sisu Nasu
- Patria AMV

### Frankreich

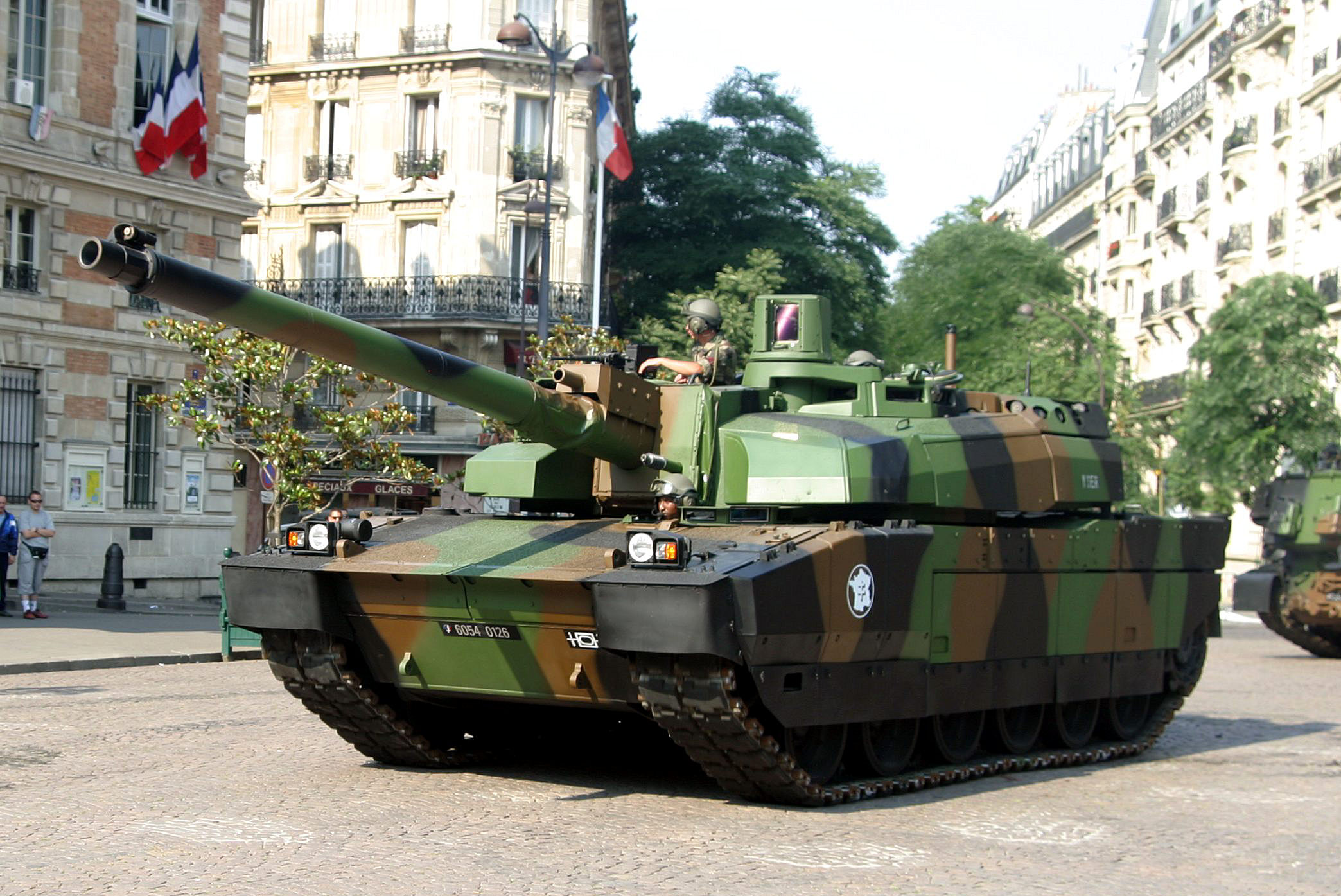
AMX Leclerc

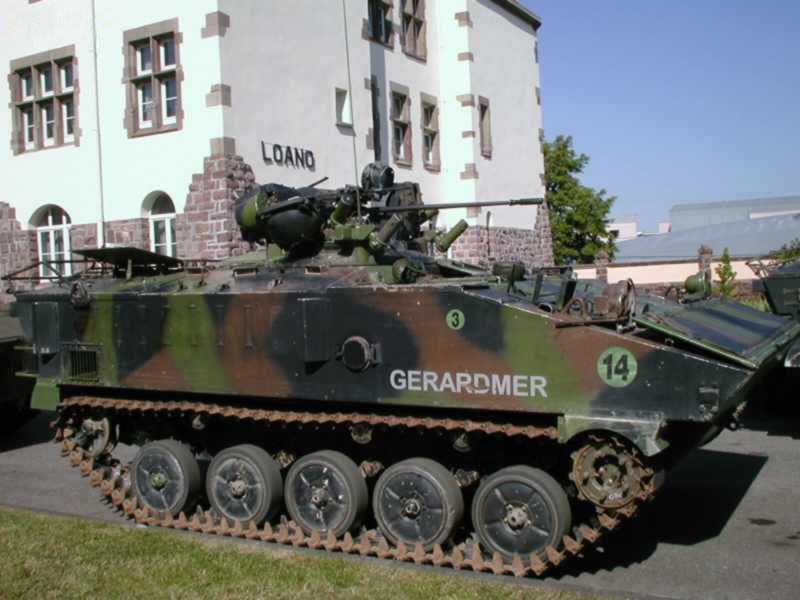
AMX-10P

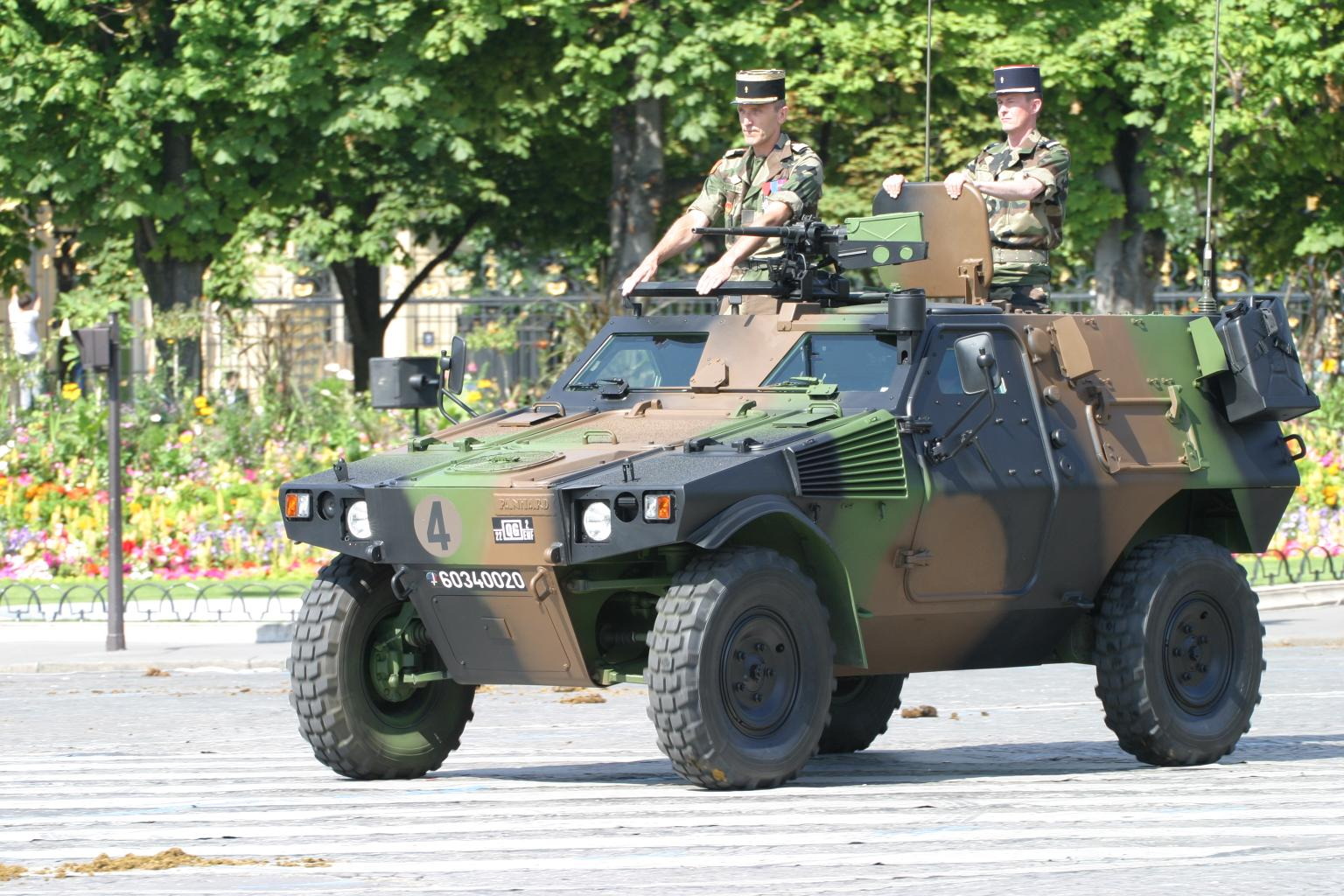
VBL

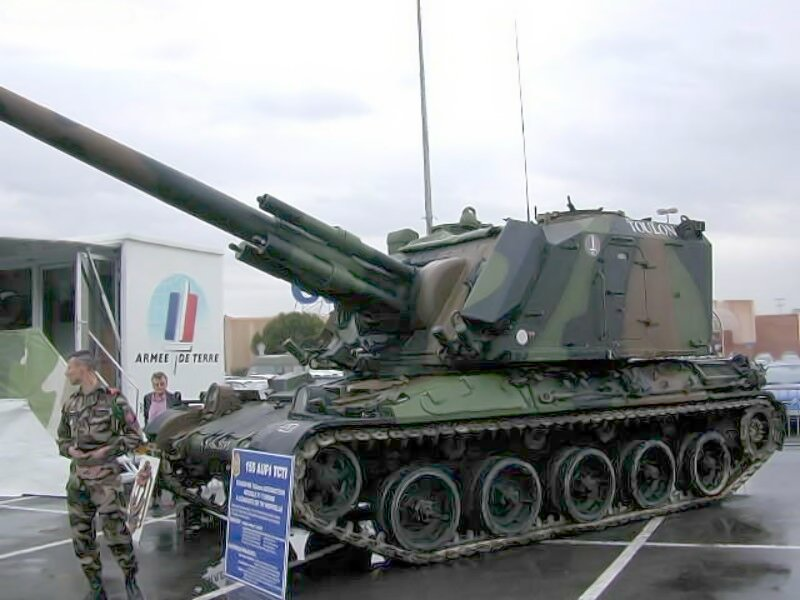
AMX-30 AuF1

#### Aufklärungspanzer
- EBR (Engin Blindé de Reconnaissance, Spähpanzer 8×8)
- AML (Automitrailleuse légère, leichter Spähpanzer 4×4)
- AMX-10 RC (Spähpanzer 6×6, auch als Panzerjäger eingesetzt)
- ERC-90 Sagaie

#### Kampfpanzer
- ARL 44
- AMX-30
- AMX-32 (Prototyp)
- AMX-40 (Prototyp)
- AMX Leclerc

#### Jagdpanzer
- AMX-13

#### Schützenpanzer
- AMX-VCI
- AMX-10 P
- Véhicule de l'Avant Blindé
- Véhicule Blindé de Combat d’Infanterie

#### Flugabwehrpanzer
- AMX 13 DCA
- AMX-30-Roland-Flugabwehrpanzer

#### Geschützte Fahrzeuge
- VBL (Véhicule Blindé Léger, leichter geschützter Panzerwagen 4×4)
- PVP (Petit Véhicule Protégé, leichter geschützter Panzerwagen 4×4)

#### Panzerartillerie
- AMX-30 AuF1 (Automoteur modèle F1, Panzerhaubitze 155 mm auf Basis AMX-30)

#### Bergepanzer
- Char de Dépannage DNG/DCL (Dépanneur Nouvelle Génération/Dépanneur Char Leclerc, auf Basis AMX Leclerc)

### Großbritannien

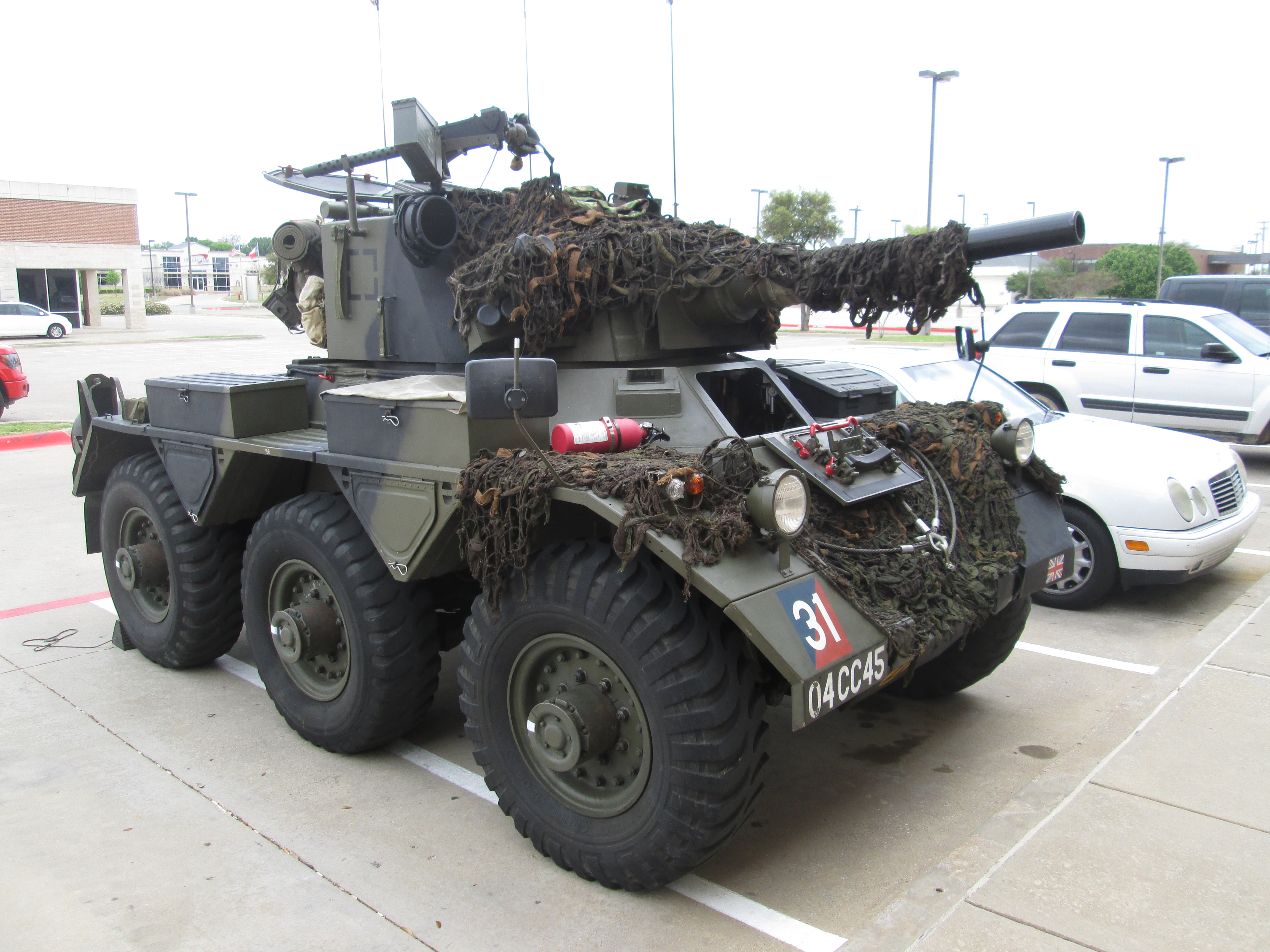
Saladin

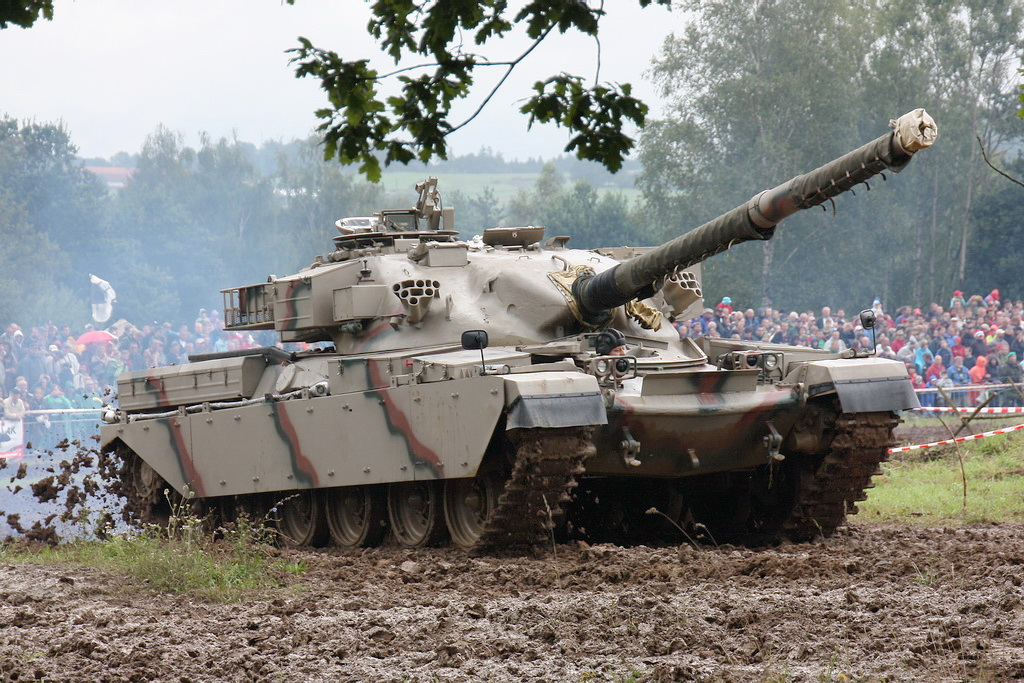
Chieftain

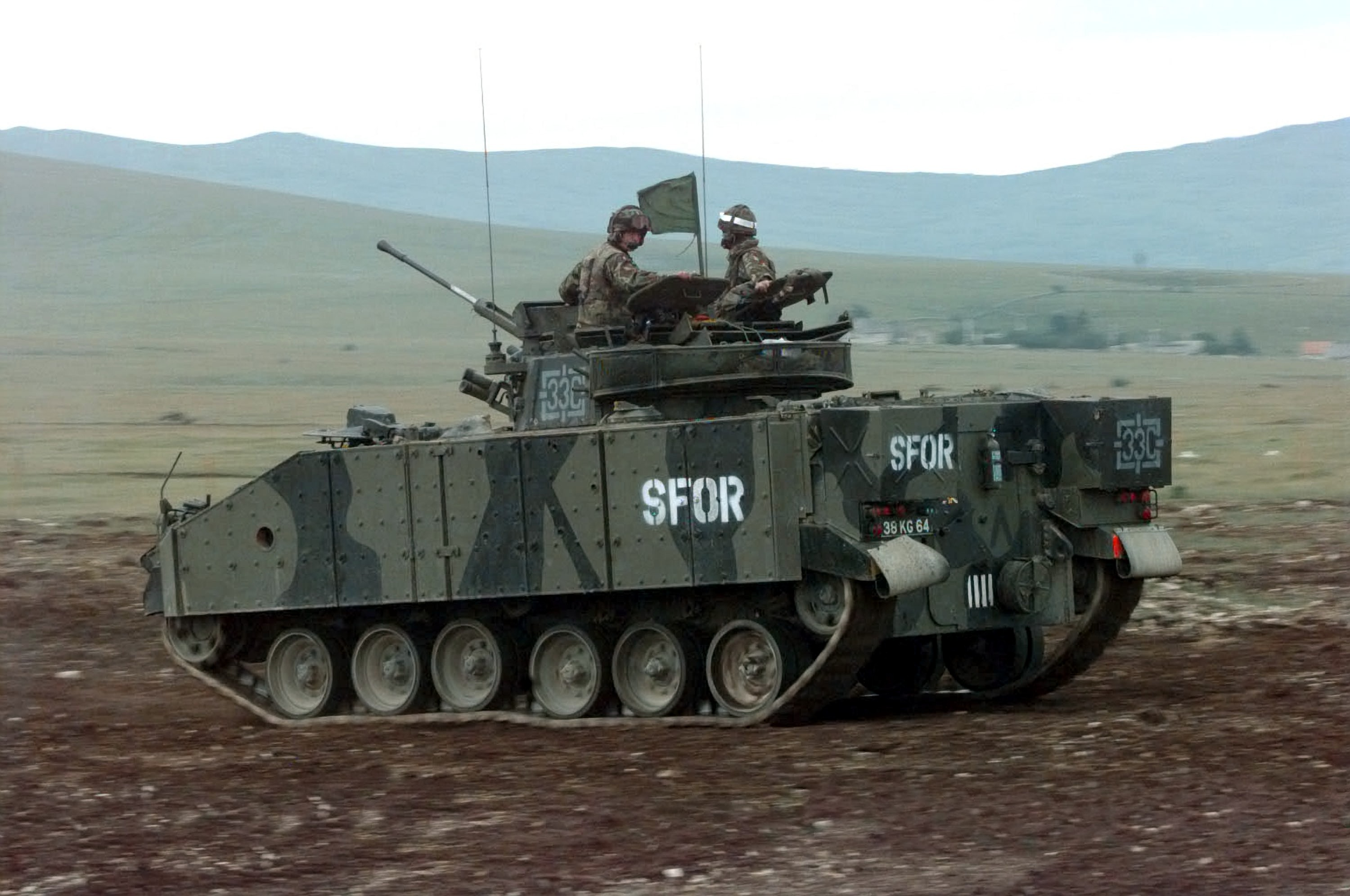
Warrior

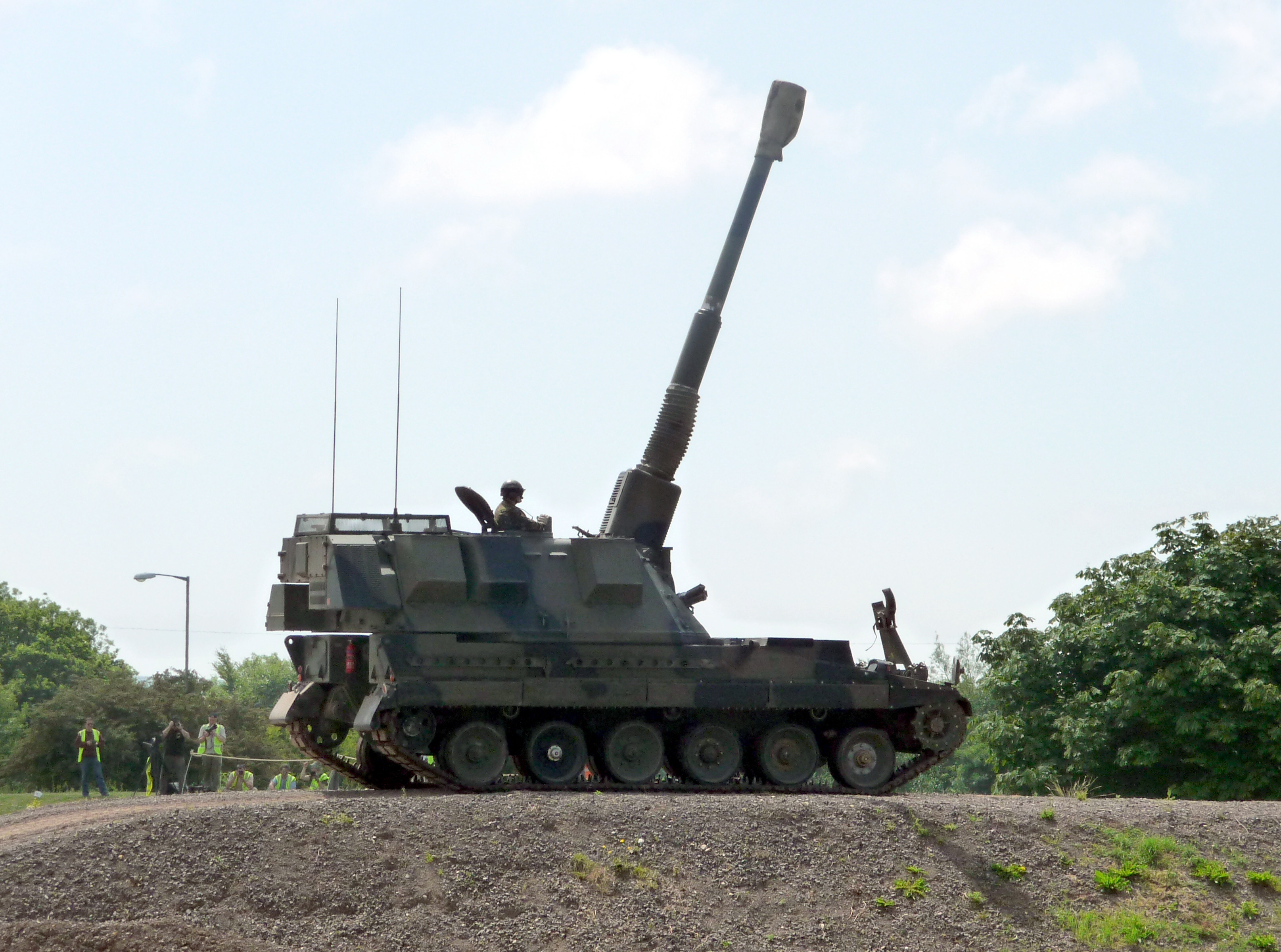
AS-90

#### Aufklärungspanzer
- Saladin
- Scorpion
- Scimitar
- Ferret

#### Kampfpanzer
- Centurion
- Conqueror
- Chieftain
- Vickers MBT
- Challenger 1
- Challenger 2

#### Jagdpanzer
- Charioteer
- Sabre
- FV 438 Swingfire

#### Schützenpanzer
- Saracen
- Warrior

#### Transportpanzer
- FV 432

#### Panzerartillerie
- Abbot
- Panzerhaubitze 70
- AS-90

#### Bergepanzer
- FV4204 ARV/ARRV

### Indien

#### Kampfpanzer
- Vijayanta
- Arjun
- Tank-Ex (in Entwicklung)

#### Schützenpanzer
- BMP Sarath

#### Panzerartillerie
- M-46 Catapult
- Bhim

### Iran

#### Kampfpanzer
- Zulfiqar
- Shahed
- Safir-74

#### Transportpanzer
- Raks
- BPR-82
- Boragh

#### Panzerartillerie
- Raad-1
- Raad-2

### Israel

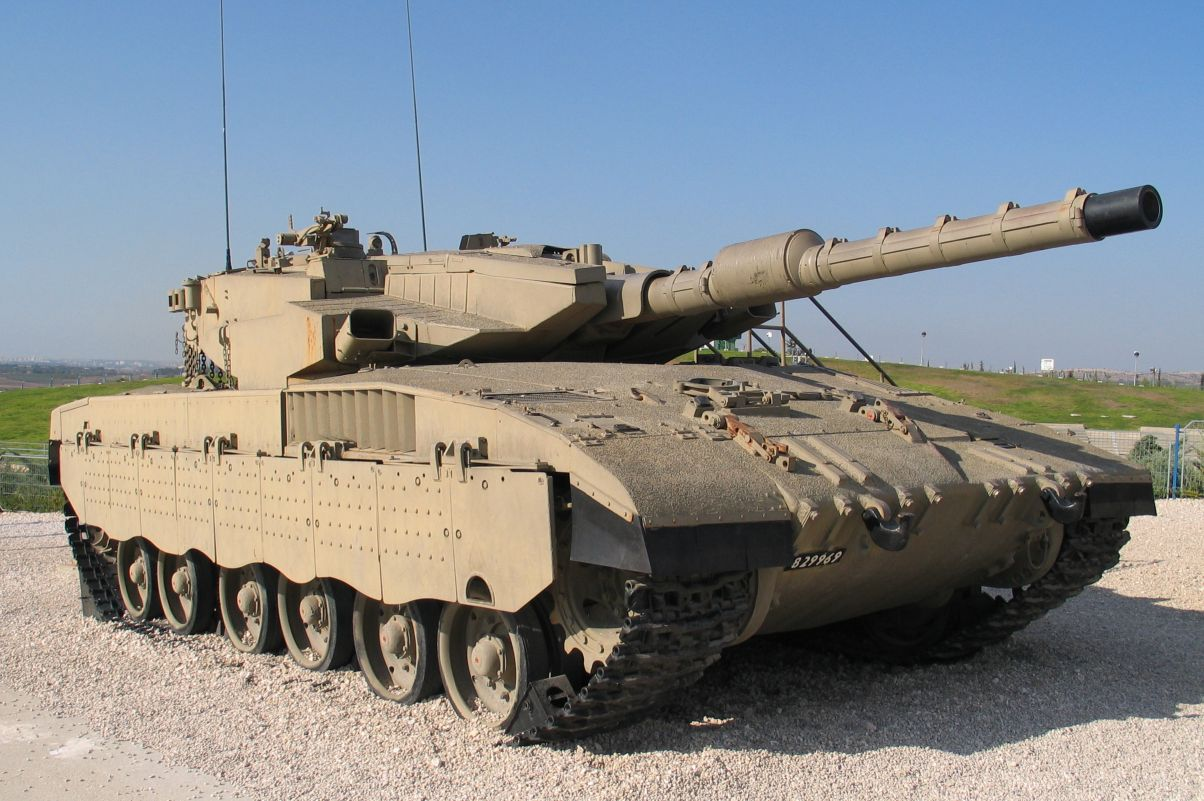
Merkava Mk III

#### Kampfpanzer
- Scho’t (= Centurion Mk 5/2)
- Magach (= M48A5 und M60A3)
- Sabra (= M60A3)
- Tiran (= T-54, T-55, T-62)
- Merkava

#### Schützenpanzer
- Eitan APC (israelischer 8×8-Radschützenpanzer)

#### Transportpanzer
- Achzarit (auf Basis des T-54, T-55)
- Nagmashot (auf Basis des Centurion)
- Namer (auf Basis des Merkava)

### Italien

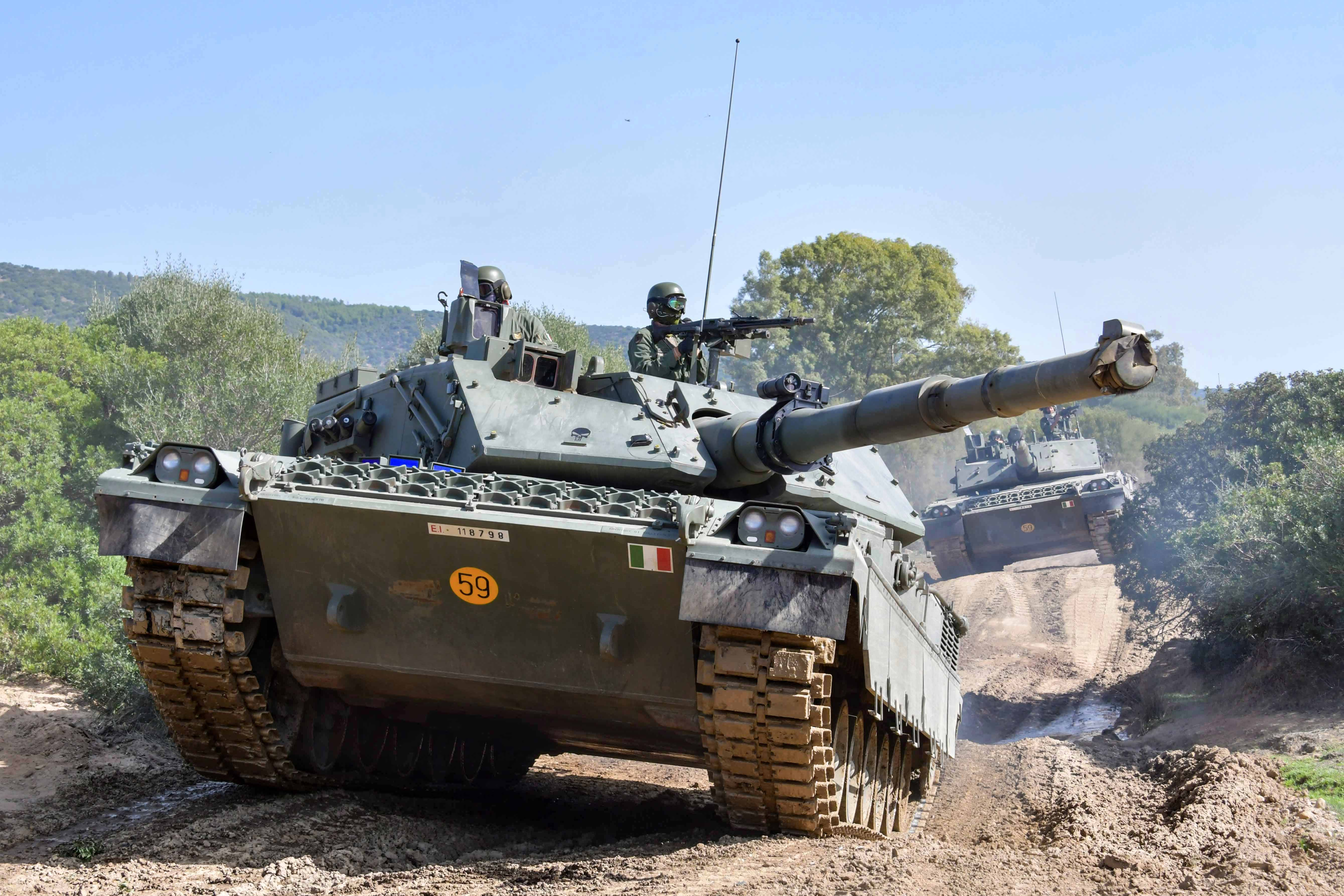
Ariete

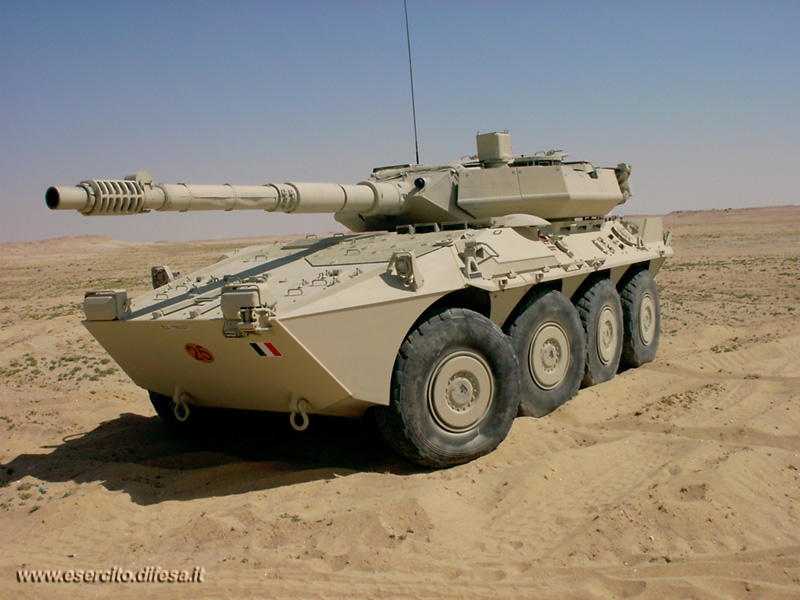
Centauro

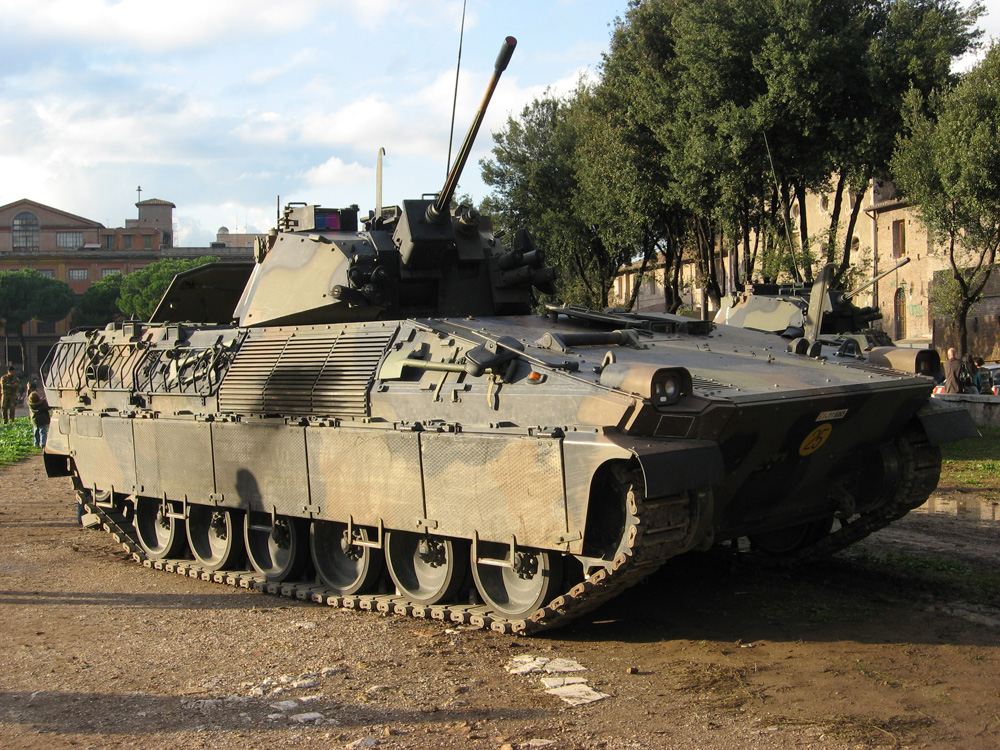
Dardo

#### Aufklärungspanzer
- Fiat 6614 G4×4
- Puma 4×4

#### Kampfpanzer
- OF-40 (nur für den Export hergestellt; 36 an VAE)
- Ariete (200)

#### Jagdpanzer
- Centauro (363 – Panzerjäger)

#### Schützenpanzer
- VCC-1/-2 „Camillino“ (1638 – italienische Schützenpanzerversionen des M113)
- Dardo (200 – Ersatz für VCC-1/2)
- Freccia (249 – Schützenpanzervariante des Centauro)

#### Panzerartillerie
- Panzerhaubitze 70
- Palmaria (Geschütz) (nur für den Export bestimmt)

#### Flugabwehrpanzer
- SIDAM (208 – 25 mm Vierlingsflak auf M113)
- OTOMATIC (76 mm Oto-Melara-Schiffsgeschütz auf Leopard-1-Chassis)

### Japan

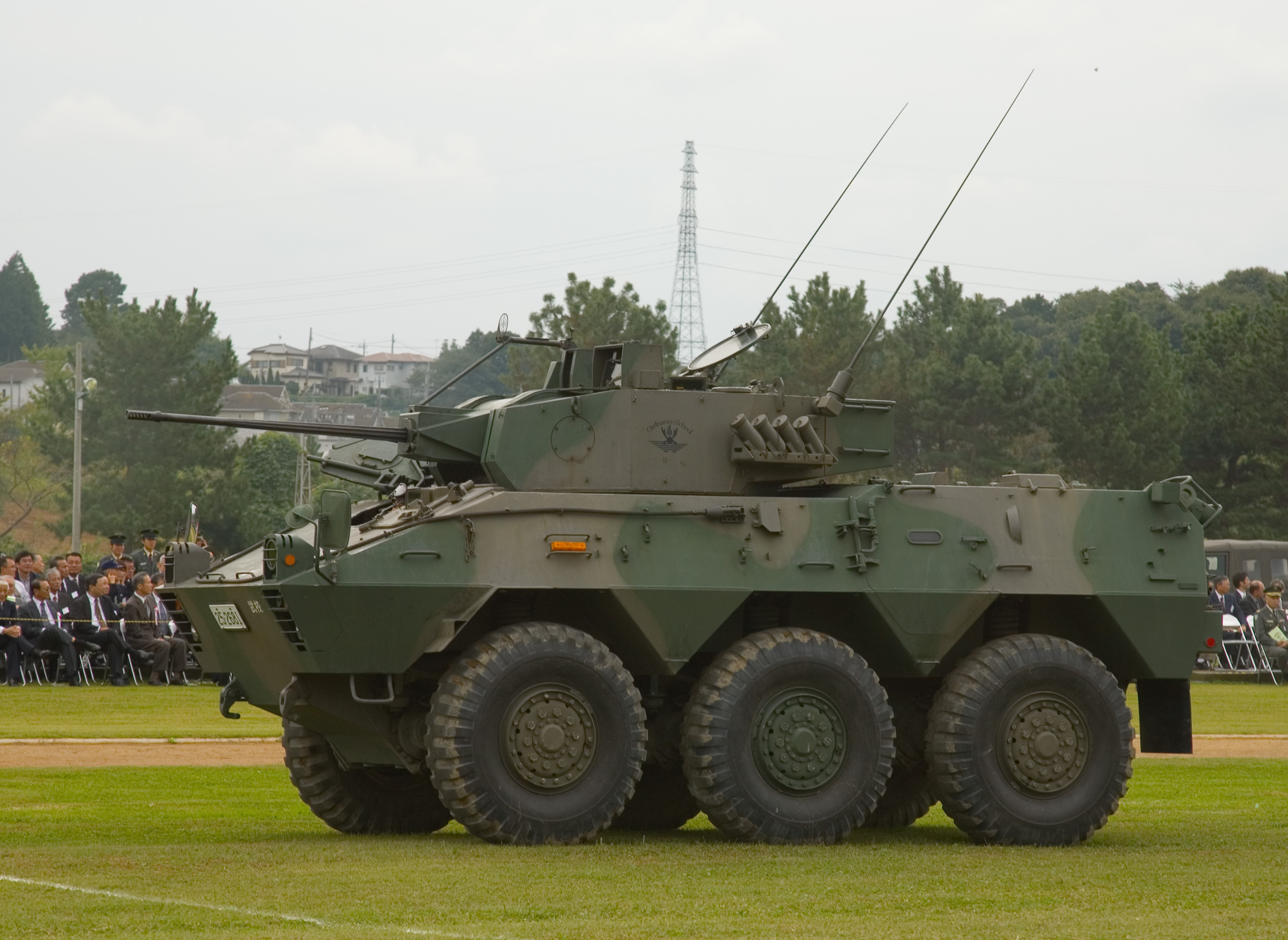
Spähpanzer Typ 87

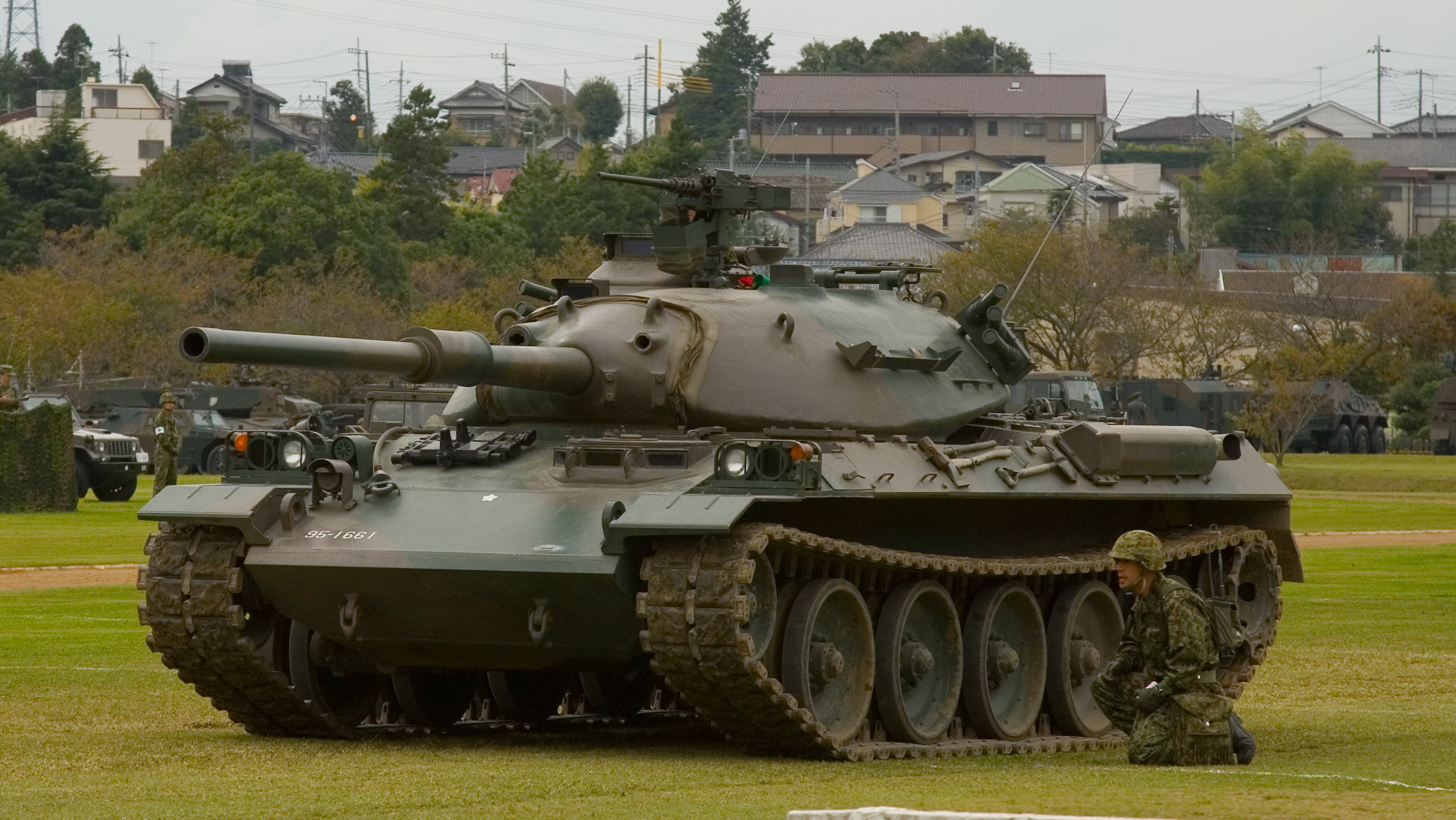
Kampfpanzer Typ 74

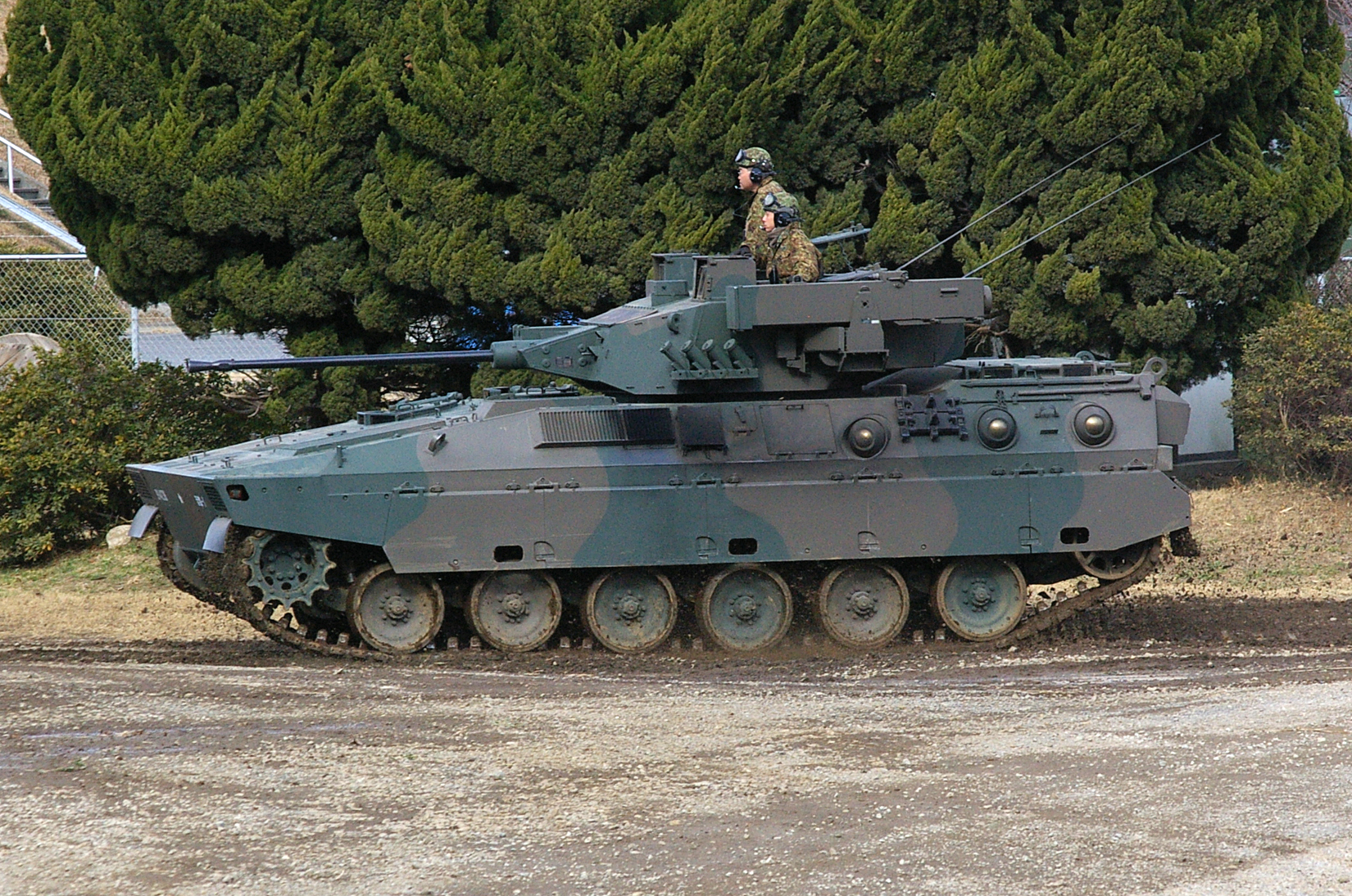
Schützenpanzer Typ 89

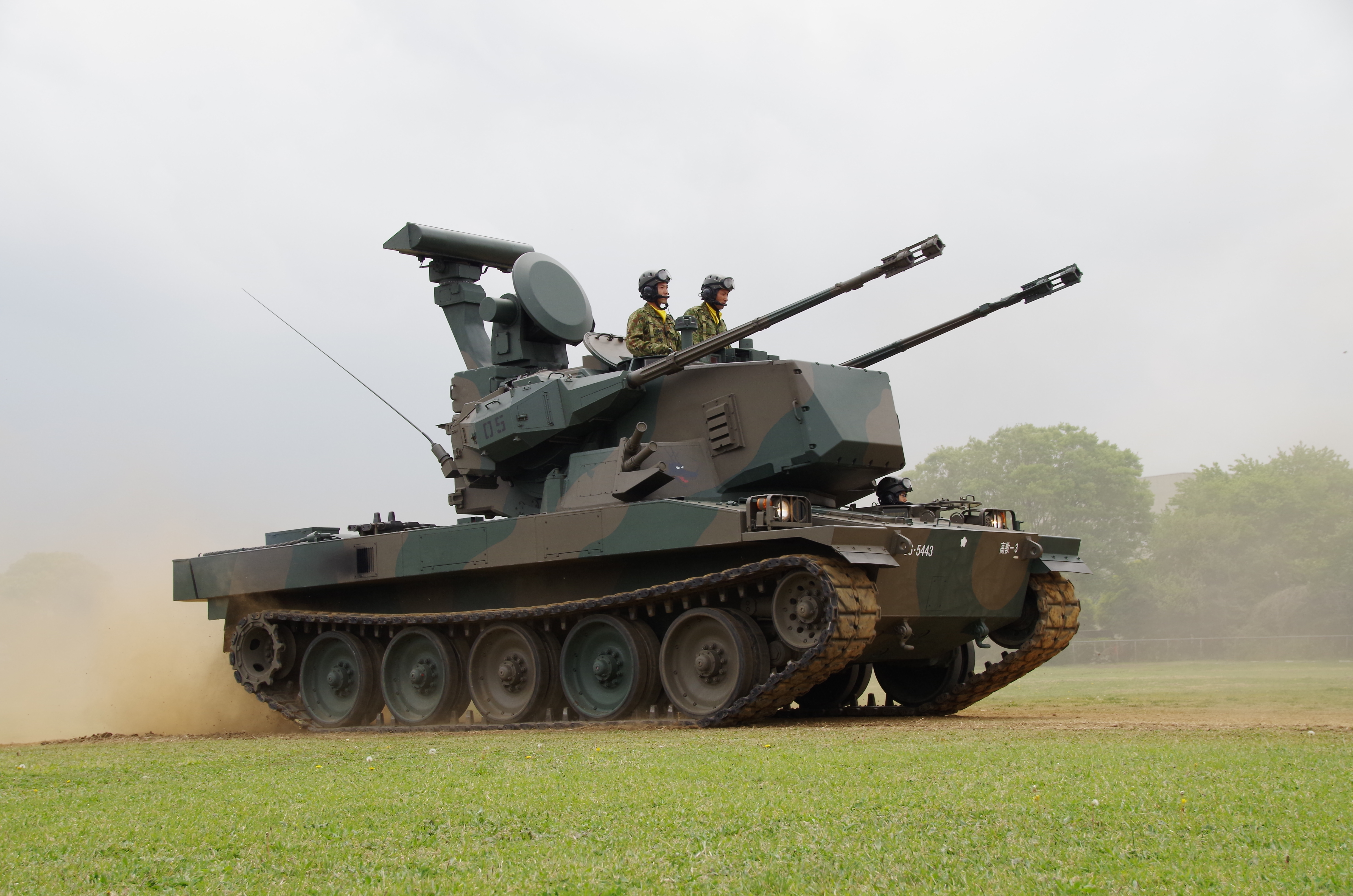
Flakpanzer Typ 87

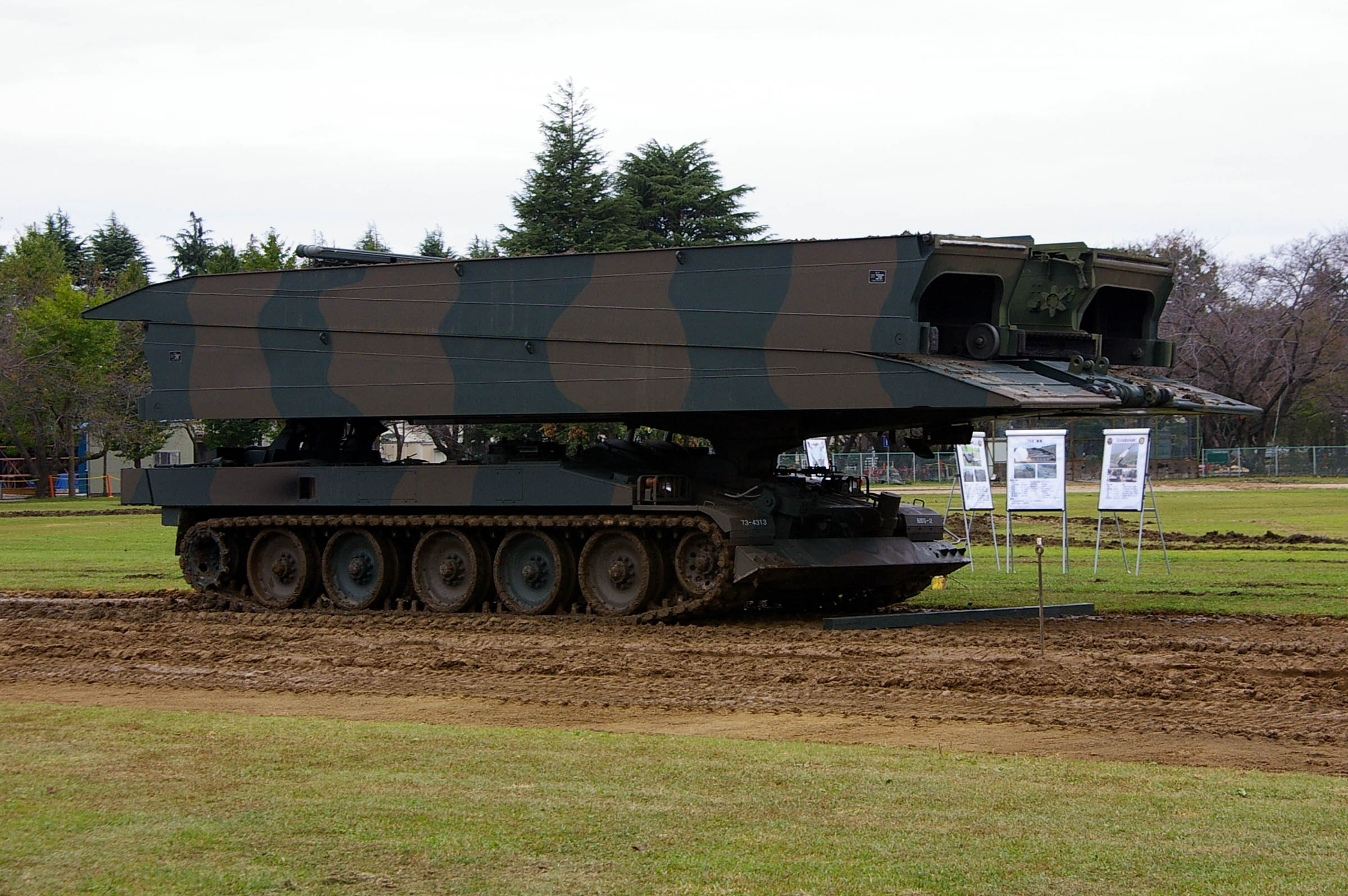
Brückenlegepanzer Typ 91

#### Aufklärungspanzer
- Typ 87 (Spähpanzer 6×6)

#### Kampfpanzer
- Typ 61
- Typ 74
- Typ 90
- Typ 10

#### Jagdpanzer
- Typ 60

#### Schützenpanzer
- Typ 89

#### Transportpanzer
- Typ 60 (Mannschaftstransportwagen)
- Typ 73 (Mannschaftstransportwagen)
- Typ 82 (Führungs- und Funkpanzer 6×6)
- Typ 87 (gepanzerter Munitionstransporter auf Basis MTW Typ 73)
- Typ 96 (Transportpanzer 8×8)

#### Geschützte Fahrzeuge
- Komatsu LAV (Light Armoured Vehicle, leichter Panzerspähwagen 4×4)

#### Panzerartillerie
- Typ 74 (Panzerhaubitze 105 mm)
- Typ 75 (Panzerhaubitze 155 mm)
- Typ 75 (gepanzerter Mehrfachraketenwerfer 130 mm auf Basis MTW Typ 73)
- Typ 99 (Panzerhaubitze 155 mm)

#### Flugabwehrpanzer
- Typ 87 (Flakpanzer auf Basis KPz Typ 74)

#### Brückenlegepanzer
- Typ 67 (Basis KPz Typ 61)
- Typ 91 (Basis KPz Typ 74)

### Jugoslawien

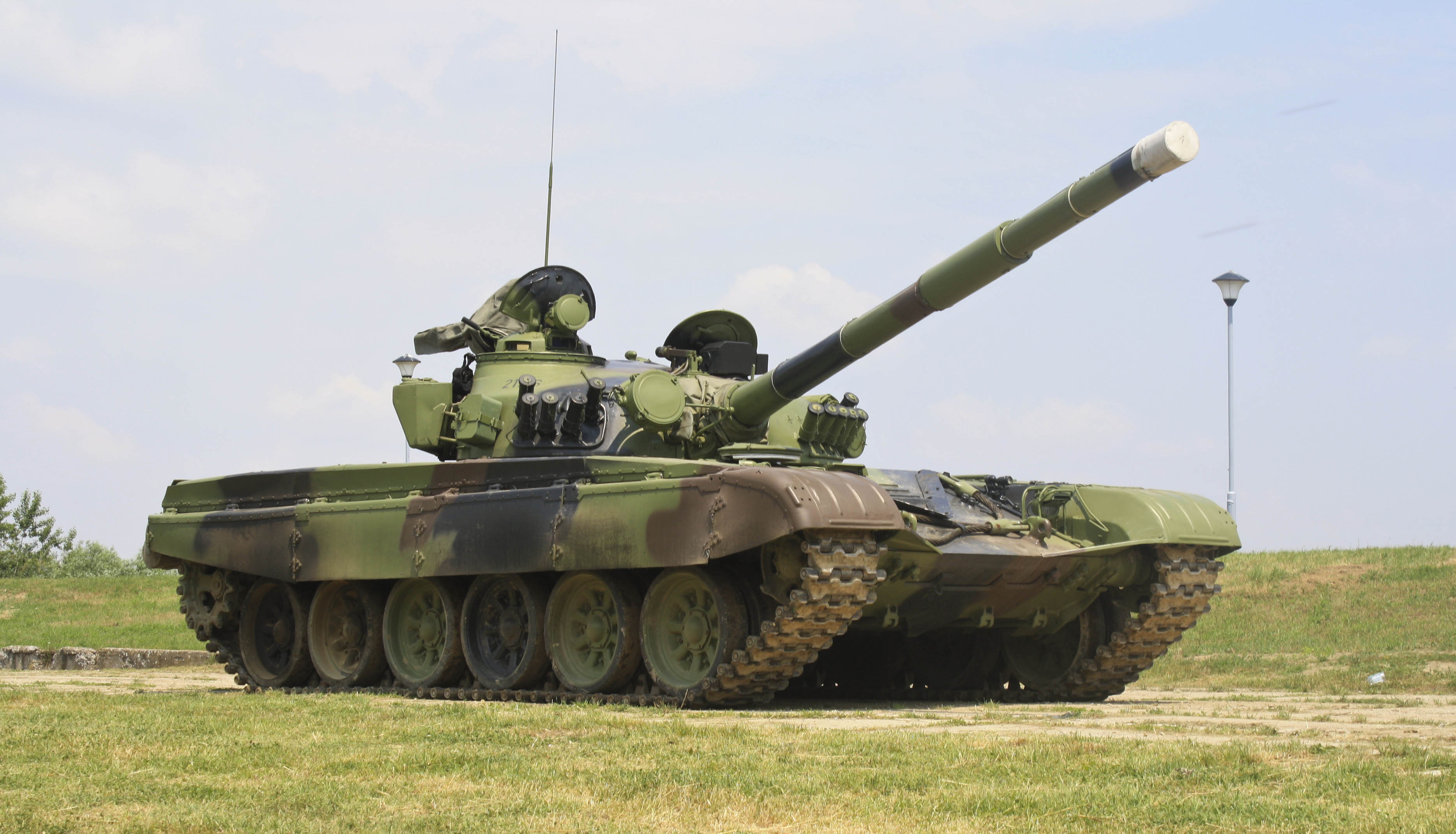
M-84

#### Kampfpanzer
- M-84 (verbesserter und stärker motorisierter Lizenzbau des russischen T-72A)

#### Schützenpanzer
- BVP M-80

### Kanada

#### Transportpanzer
- Bobcat

### Kroatien

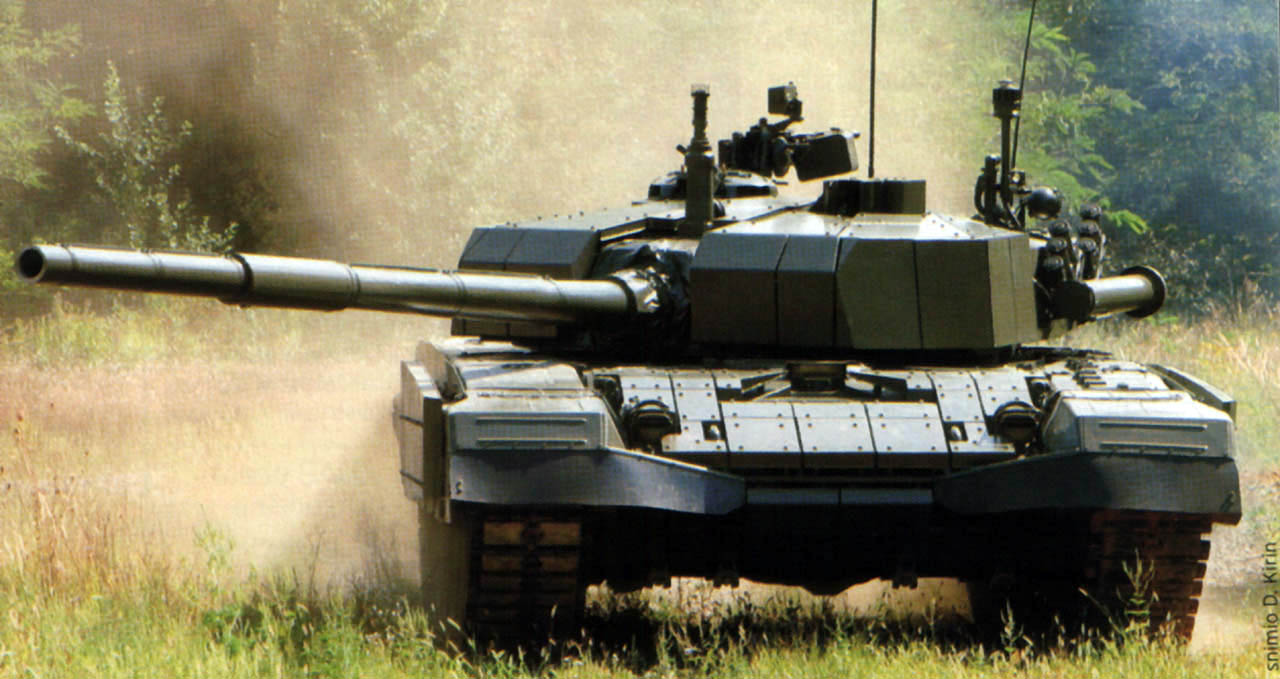
M-95 Degman

#### Kampfpanzer
- M-95 Degman (Prototyp, modernisierte und mit Zusatzpanzerung versehene Weiterentwicklung des M-84)

### Norwegen

#### Transportpanzer
- NM142

### Österreich

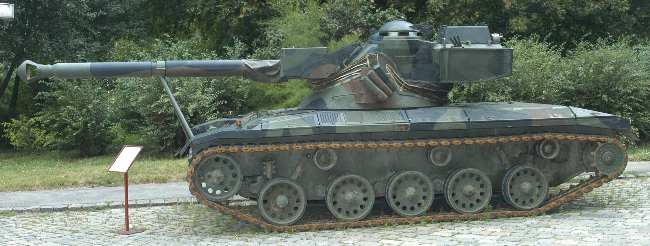
Jagdpanzer Kürassier

#### Jagdpanzer
- Kürassier

#### Schützenpanzer
- Saurer (SPZ A1)
- Ulan

#### Transportpanzer
- Pandur
- Pandur II
- Pandur Evolution

#### Bergepanzer
- Greif

#### Sanitäterpanzer
- Sanitätspanzer „Pandur“[3]

#### Pionierpanzer
- Steyr 4KH7FA-Pi Greif

### Pakistan

#### Kampfpanzer
- Al-Zarrar
- Al-Khalid

#### Transportpanzer
- Mohafiz (Prototyp)

### Polen

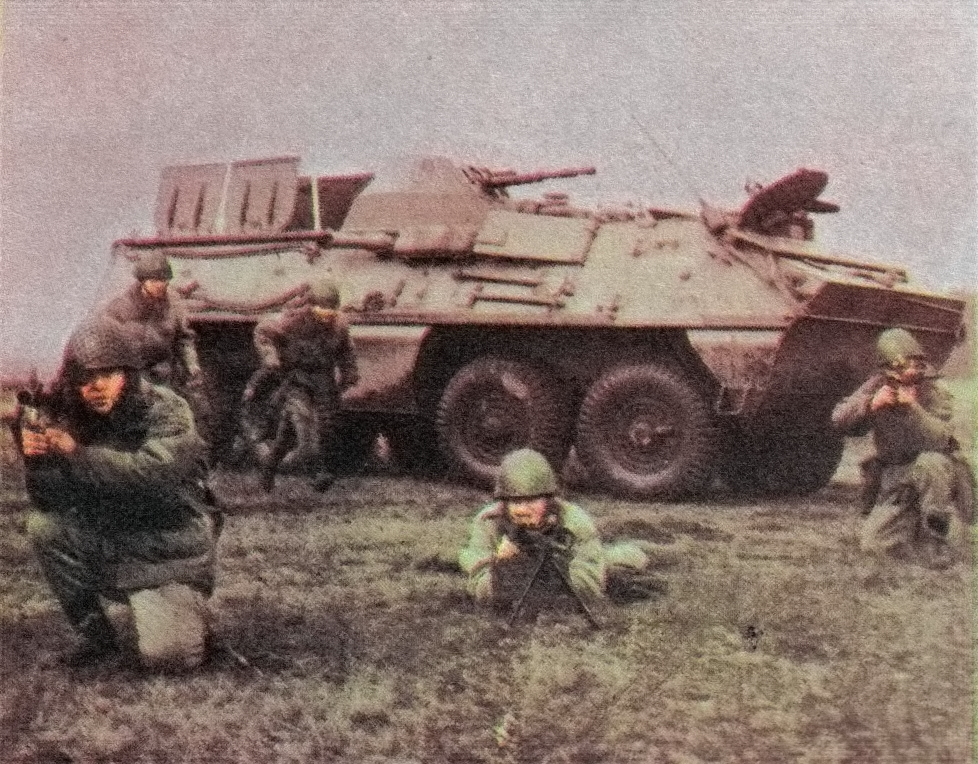
OT-64 SKOT 2A

#### Kampfpanzer
- PT-91

#### Transportpanzer
- OT-64 SKOT

#### Flugabwehrpanzer
- PZA Loara

Schützenpanzer
- BWP Borsuk

Panzerhaubitzen
- AHS Krab

### Rumänien

#### Kampfpanzer
- TR-85, wesentlich kampfwertgesteigerter T-55 aus rumänischer Produktion
- TR-125, wesentlich kampfwertgesteigerter T-72M bzw. T-72M1 aus rumänischer Produktion

### Schweden

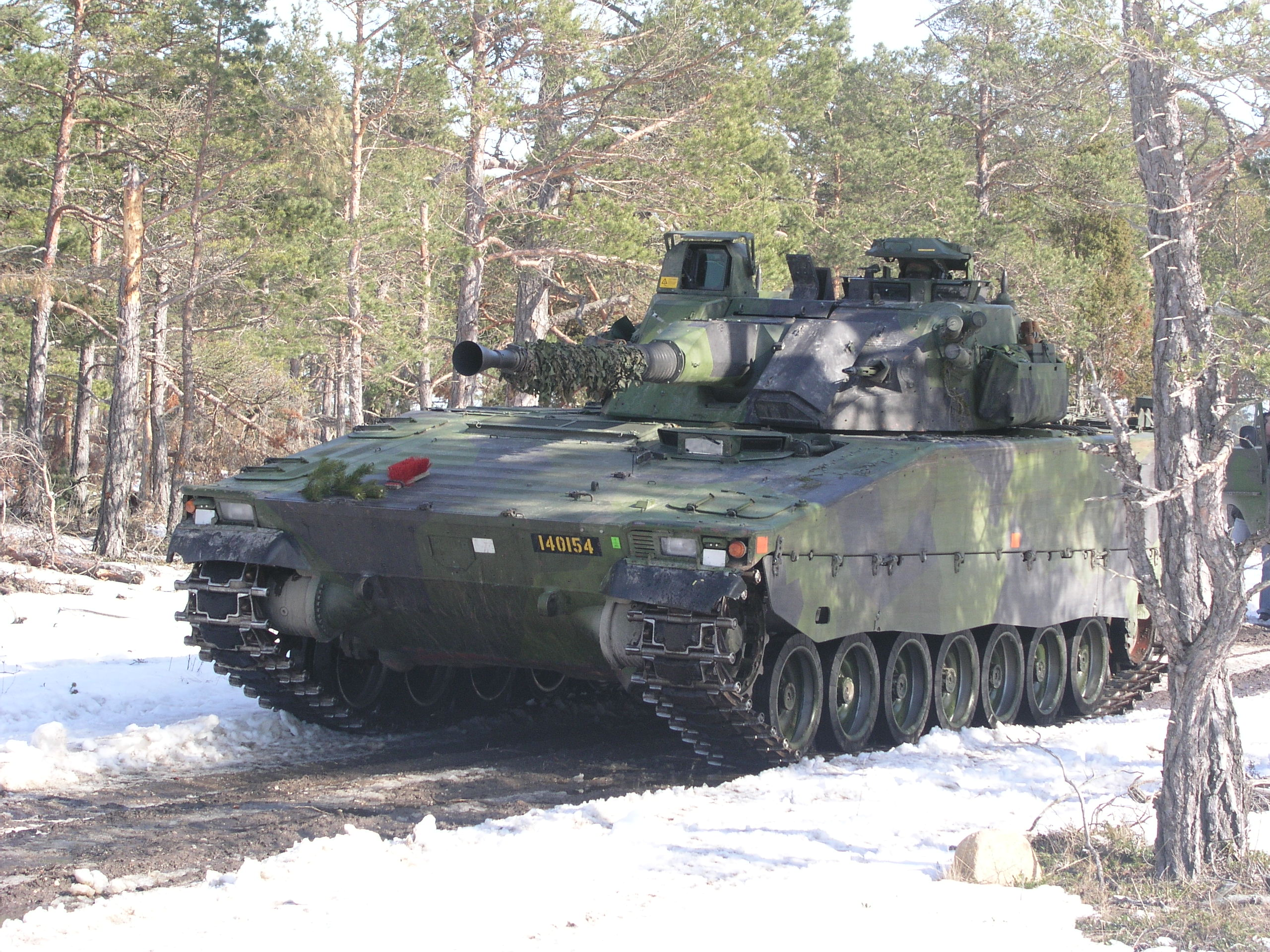
Combat Vehicle 90 (hier: CV 9040)

#### Kampfpanzer
- Stridsvagn 74
- Stridsvagn 103

#### Jagdpanzer
- Infanterikanonvagn 91

#### Schützenpanzer
- Pansarbandvagn 301
- Pansarbandvagn 302
- Combat Vehicle 90

#### Panzerhaubitzen
- Bandkanon 1 (bis 2003)
- Artilleriesystem Archer

### Schweiz

#### Kampfpanzer
- Mittlerer Panzer 1958
- Panzer 61
- Panzer 68

#### Jagdpanzer
- Panzerjäger 90

#### Schützenpanzer
- Radschützenpanzer 93

#### Brückenlegepanzer
- Brückenpanzer 68

#### Bergepanzer
- Entpannungspanzer 65

### Serbien

#### Kampfpanzer
- M-84AS, alternative Bezeichnung: M-2001
- M-84

#### Geschützte Fahrzeuge/Schützenpanzer
- BVP M-80
- VIU-55-Munja, Schützenpanzer auf Basis des T-55 ohne Turm.
- Lazar BVT
- BOV (Transportpanzer)

#### Selbstfahrlafetten
- Selbstfahrlafette 122 mm „Sora“.
- Selbstfahrlafette 152 mm Nora B-52

#### Flugabwehrpanzer
„BOV-3“. BOV Fahrzeug mit drei 20-mm-M55-A4-B1-Maschinenkanonen. Als Hybrid „HS M09 BOV-3“ zusätzlich mit 8 Strela-2-Startern.

### Slowakei

#### Kampfpanzer
- T-72 Moderna (Verbesserter und modernisierter Lizenzbau des sowjetisch/russischen T-72M1)

### Sowjetunion/Russland

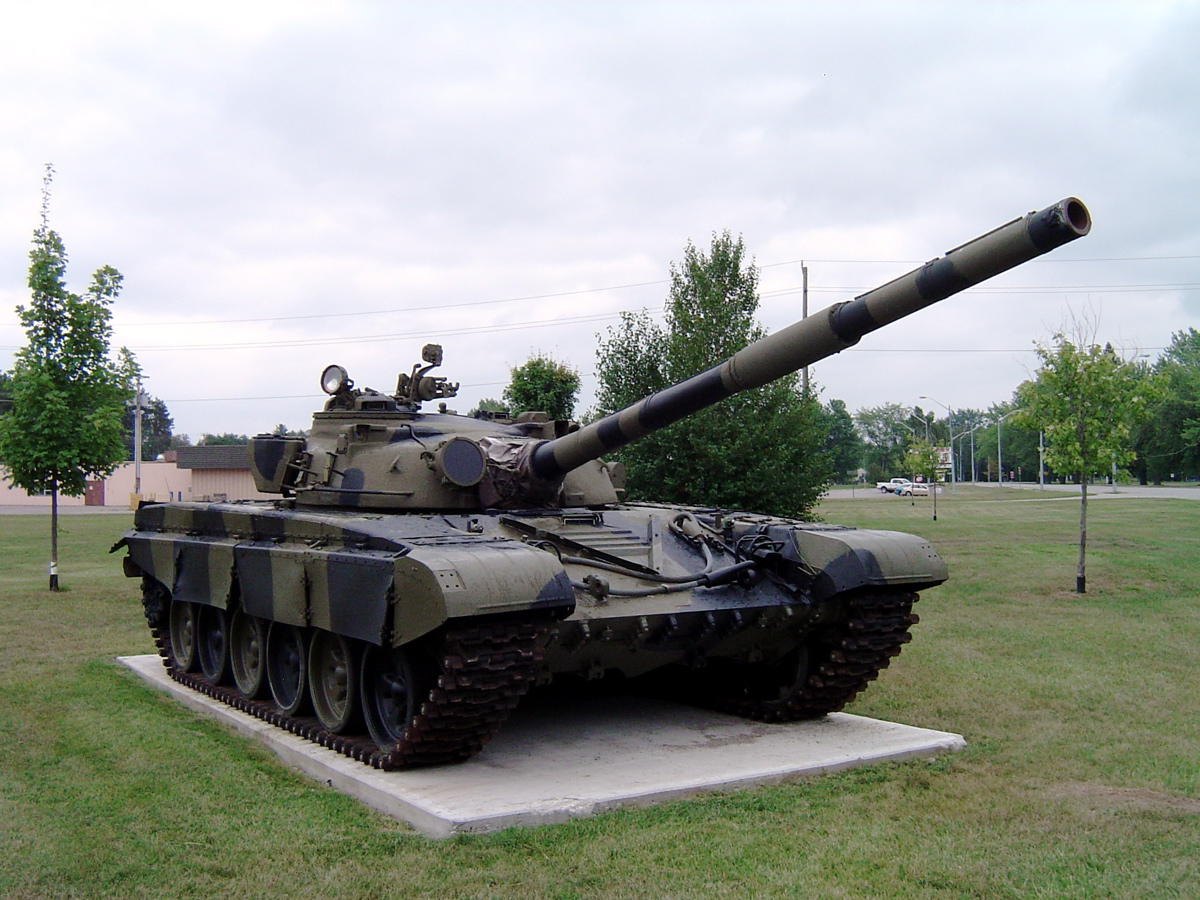
T-72

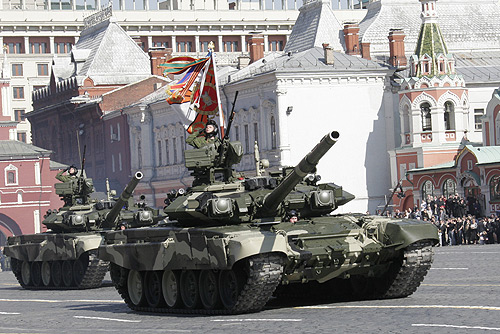
T-90

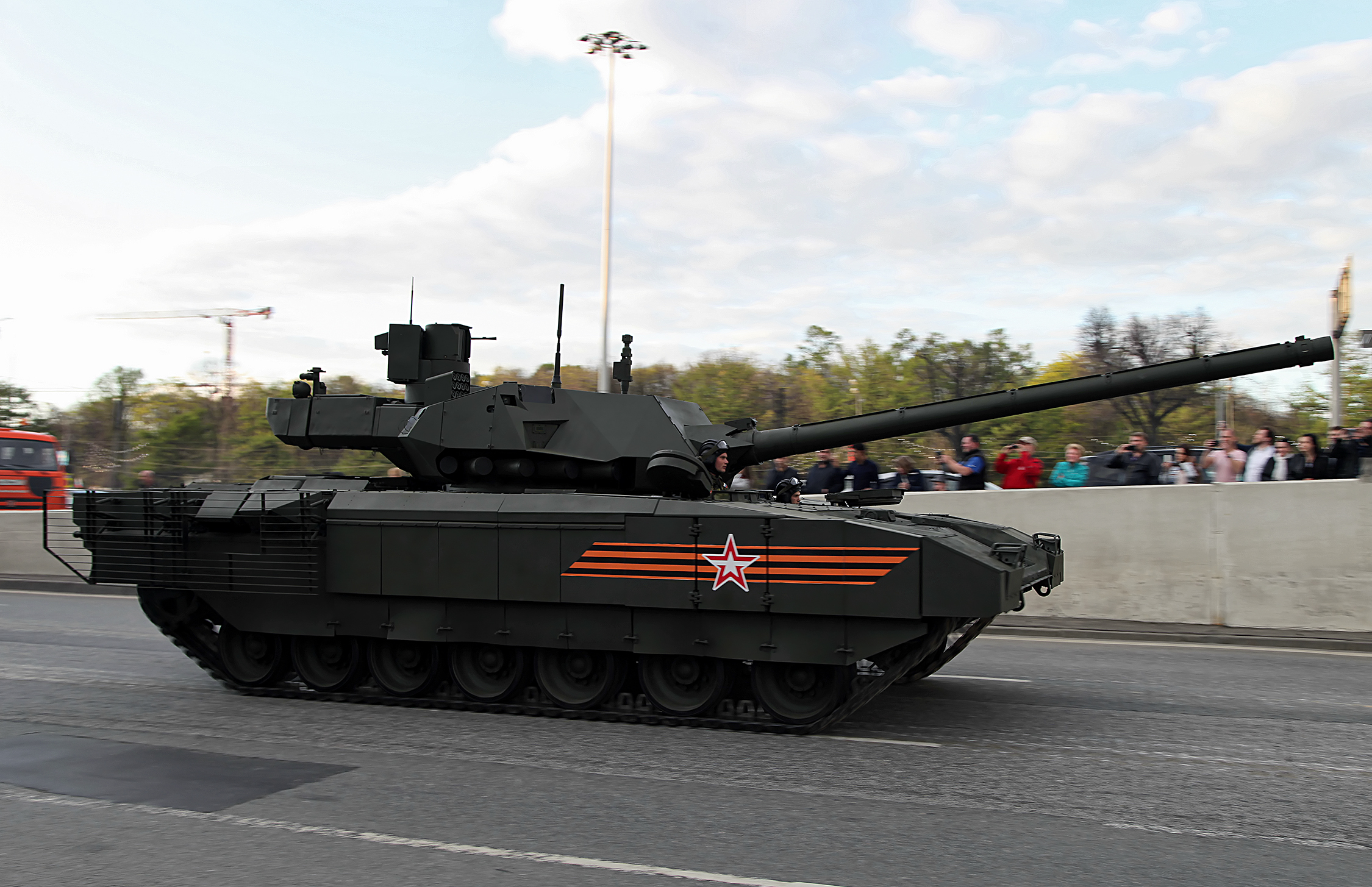
T-14

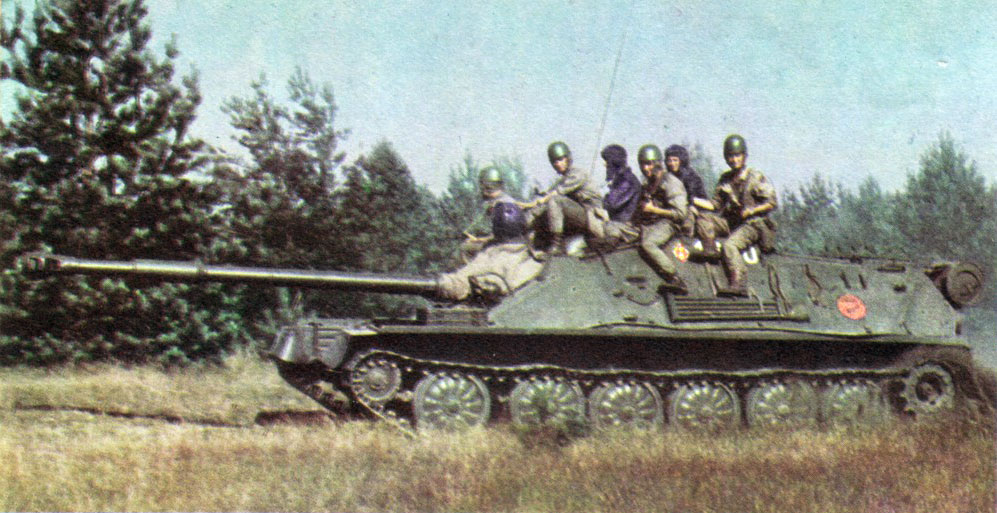
ASU-85

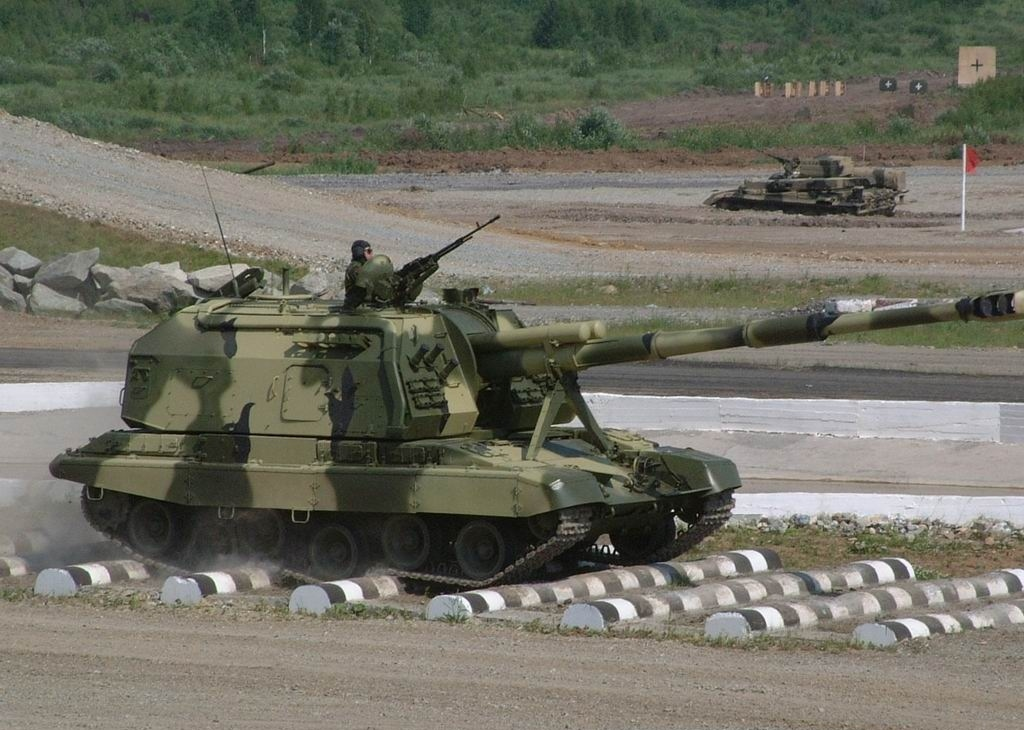
2S19 Msta-S

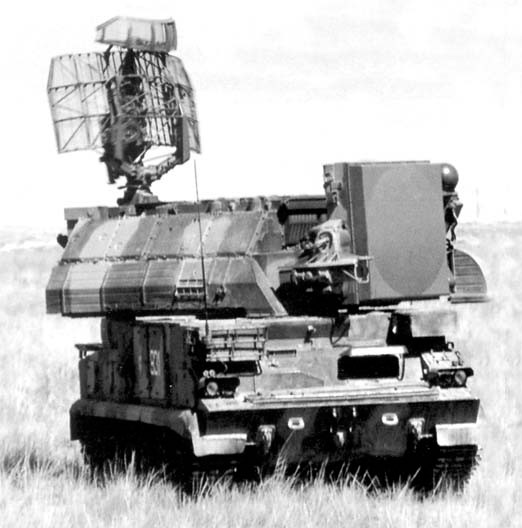
Tor M1 (NATO-Bezeichnung: SA-15 Gauntlet)

#### Aufklärungspanzer
- PT-76
- BRDM 1
- BRDM 2
- BRDM 3
- Sprut SD

#### Kampfpanzer
- Objekt 279 (UdSSR) (Prototyp)
- IS-7 (UdSSR)
- IS-8 (UdSSR)
- T-10 (UdSSR)
- T-54 (UdSSR)
- T-55 (UdSSR)
- T-62 (UdSSR)
- T-64 (UdSSR)
- T-72 (UdSSR)
- T-80 (UdSSR)
- T-90 (Russland)
- T-95 (Russland) (Prototyp)
- Black Eagle (Panzer) (Prototyp)
- T-14 (Russland)

#### Schützenpanzer
- Objekt 19
- BMP-1
- BMP-2
- BMP-3
- BMPT
- BTR-T
- T-15

#### Transportpanzer
- BTR-152 (Schützenpanzerwagen, UdSSR)
- BTR-40 (Schützenpanzerwagen, UdSSR)
- BTR 40P (Schützenpanzerwagen, UdSSR)
- BTR-50 (Schützenpanzerwagen, UdSSR)
- BTR 60PB (Schützenpanzerwagen, UdSSR)
- BTR 70PB (Schützenpanzerwagen, UdSSR)
- BTR-80 (Schützenpanzerwagen, UdSSR)
- BTR-90
- MT-LB
- ZIL-153 (Prototyp Schützenpanzerwagen, UdSSR)

#### Luftlandepanzer
- ASU-57
- ASU-76
- ASU-85
- BMD-1
- BMD-2
- BMD-3
- BMD-4

#### Panzerartillerie
- 2S1 Gwosdika
- 2S2 Fialka
- 2S3 Akatsiya
- 2S4 Tjulpan
- 2S5 Giazint
- 2S7 Pion
- 2S9 Nona-S
- 2S11 Tundzha
- 2S14 Jalo
- 2S19 Msta-S
- 2S21 Vena
- 2S23 Nona-SVK (auf Basis des BTR-80)
- 2S25 Sprut-SD
- 2S30 Iset
- 2S31 Vena
- 2S34

#### Flugabwehrpanzer
- ZSU-57-2
- ZSU-23-4 Schilka
- 2K11 Krug
- 2K12 Kub
- 2K22 Tunguska
- 9K31 Strela-1
- 9K33 Osa
- 9K35 Strela-10
- 9K37 Buk
- 9K40 Buk-M2
- 9K330 Tor

### Spanien

#### Kampfpanzer
- Lince (Prototyp – ähnlich dem deutschen Leopard 2)

#### Schützenpanzer
- Pizarro

#### Transportpanzer
- Pegaso BMR

#### Spähpanzer
- VEC-M1

### Südafrika

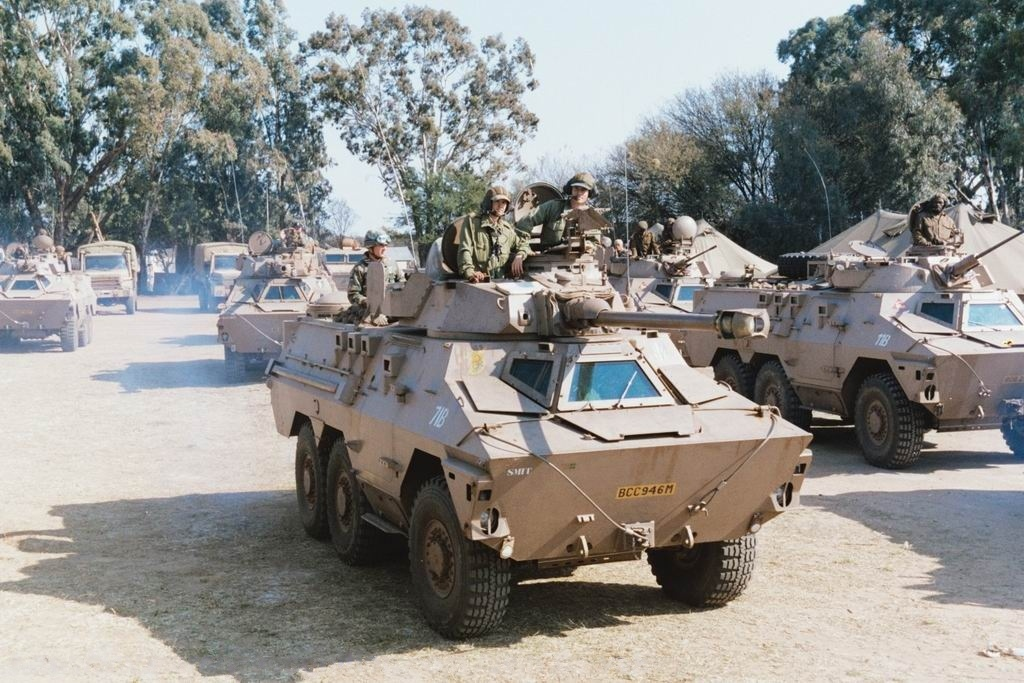
Ratel 90

#### Aufklärungspanzer
- Rooikat-76
- Wolf (Panzer)

#### Kampfpanzer
- Olifant 1A/B

#### Schützenpanzer
- Ratel-20/60/90

#### Geschützte Fahrzeuge
- Casspir
- Mamba (Panzer)

#### Selbstfahrartillerie
- G-6 155 mm
- Bataleur 127 mm, 40 Rohre (Raketenwerfer)
- Valkirii 22 SP 127 mm, 24 Rohre (Raketenwerfer)
- Valkiri 5 (Raketenwerfer)

#### Flugabwehrpanzer
- GAI 20 mm
- Ystervark SP 20 mm
- GDF-002 twin 35 mm
- L/60 40 mm 25
- 36 Zulmac (ZSU-23-2) 23 mm

### Sudan

#### Aufklärungspanzer
- Amir-2

#### Kampfpanzer
- al-Bashir (Type 80 Weiterentwicklung auf Type 96 Version)
- al-Zubair 2
- al-Zubair 1
- Digna

#### Schützenpanzer
- Shareef-2
- Shareef-1
- Khatim
- Khatim-2

#### Selbstfahrartillerie
- Abu Fatma 122 mm
- Khalifa. Selbstfahrlafette 122 mm D-30 auf Lkw von KAMAZ.
- Taka-2, 122 mm 40 Rohre (Raketenwerfer)

### Südkorea

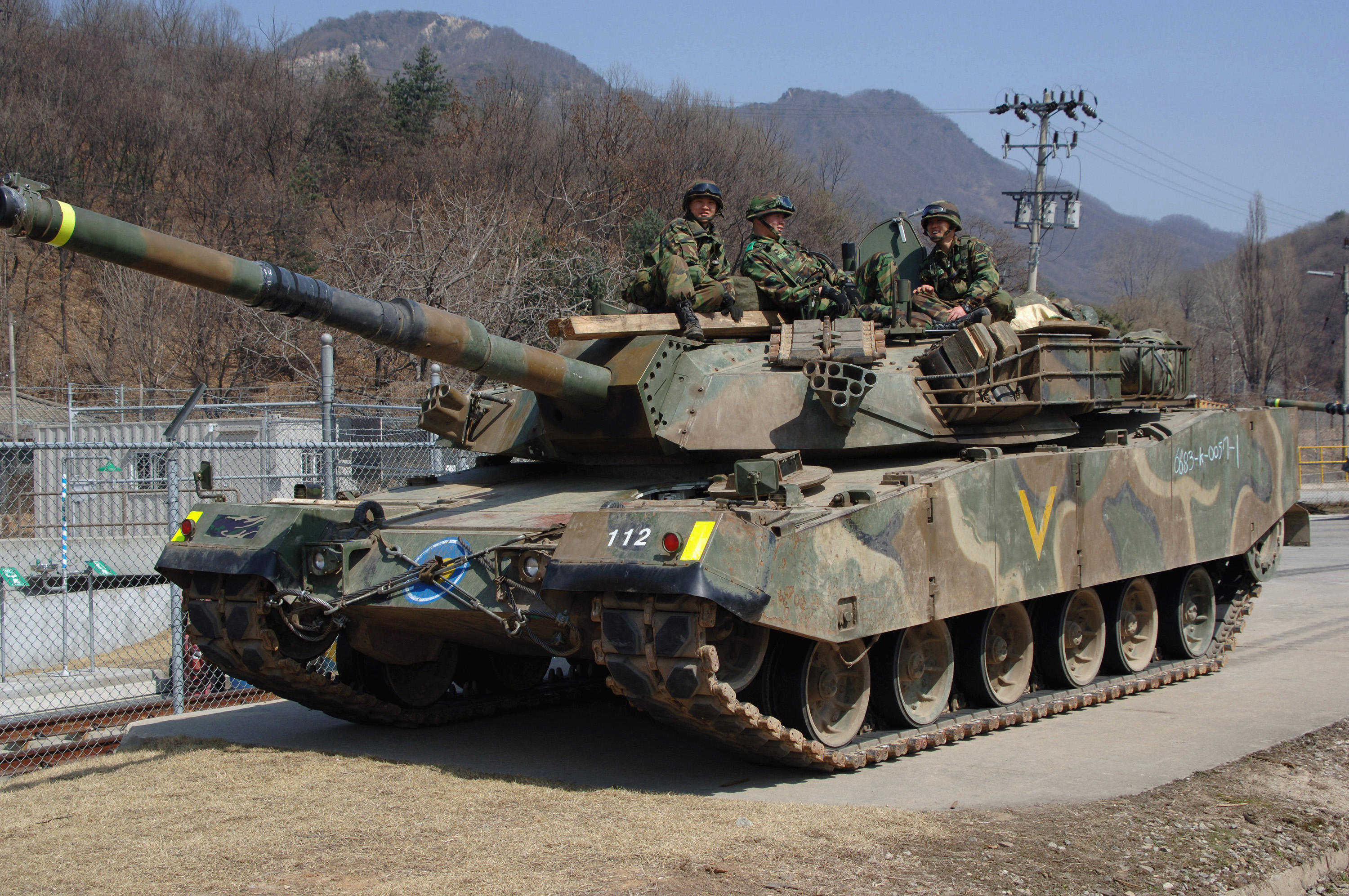
K1 Typ 88

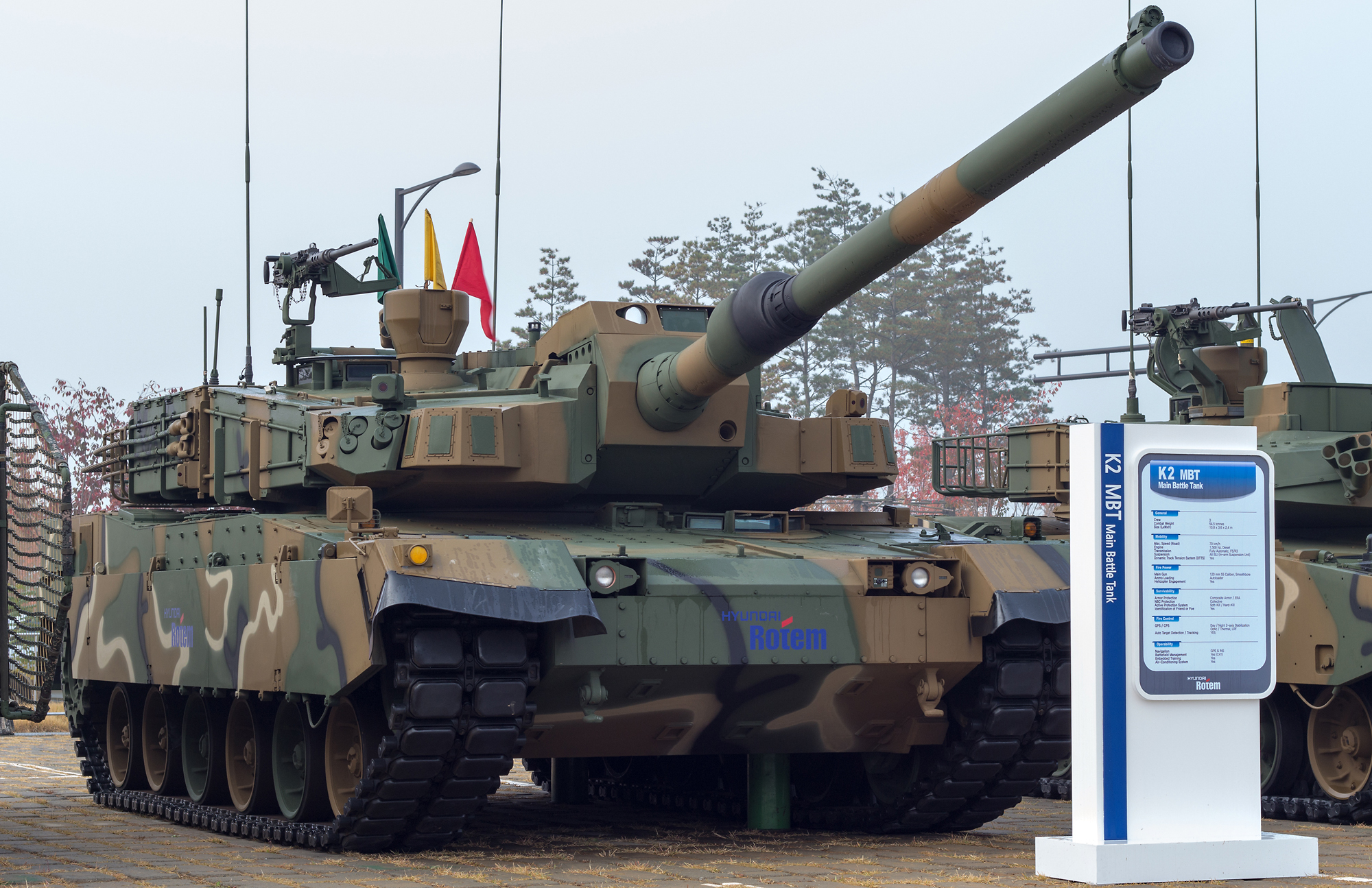
K2 Black Panther

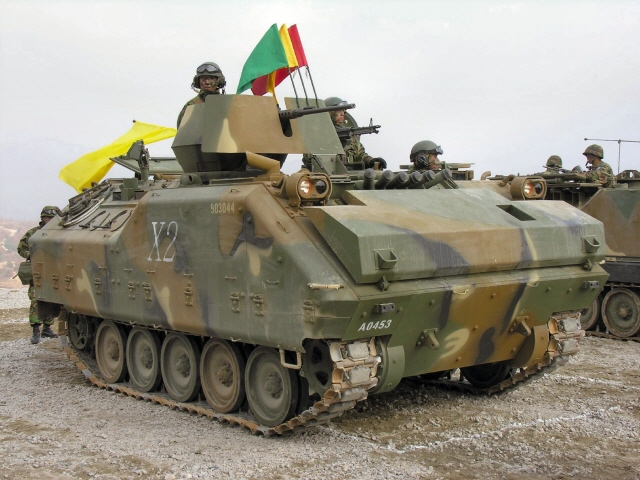
K200 KIFV

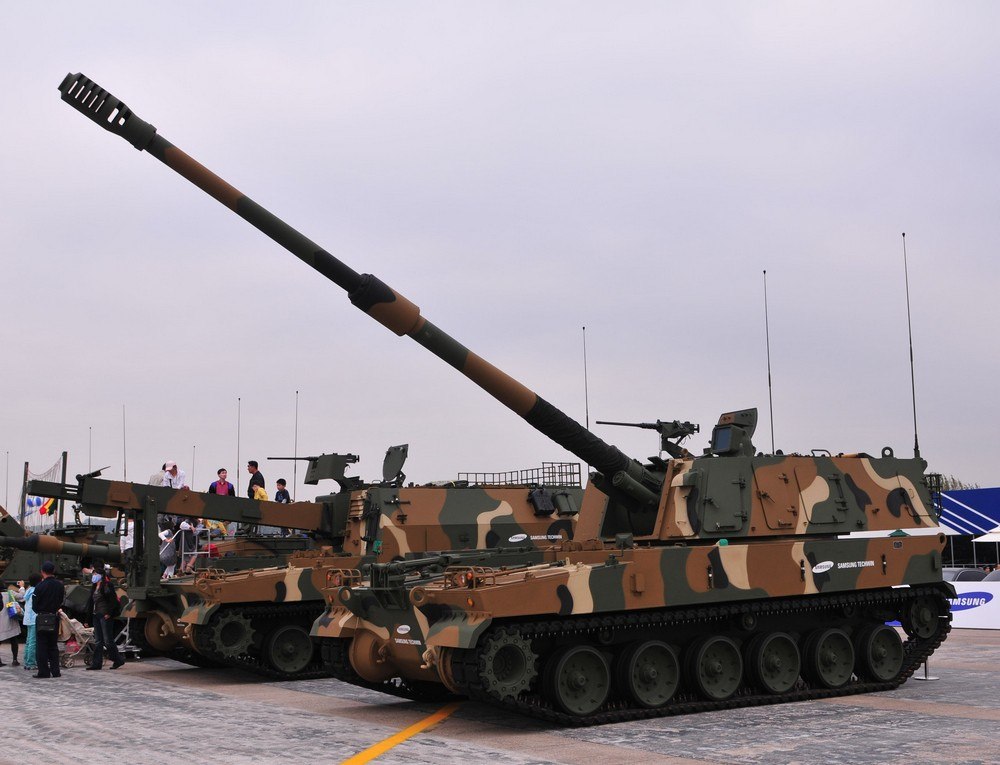
K9 Thunder und K10 ARV

#### Kampfpanzer
- K1 Typ 88
- K2 Black Panther

#### Schützenpanzer
- K200 KIFV (Korean Infantry Fighting Vehicle, modifizierter Nachbau des US-amerik. AIFV)
- K300 NIFV (Next Infantry Fighting Vehicle, in Einführung)

#### Transportpanzer
- KM900 (Mannschaftstransportwagen 4×4, Lizenzbau des ital. Fiat 6614)

#### Geschützte Fahrzeuge
- Barracuda (Mannschaftstransportwagen 4×4 auf Basis des Mercedes-Benz Unimog U 5000)

#### Landungspanzer
- KAAV7A1 (amphibischer Mannschaftstransportwagen, Lizenzbau des US-amerik. AAV7A1)

#### Panzerartillerie
- K55 (Panzerhaubitze 155 mm, Lizenzbau der US-amerikanischen M109)
- K9 Thunder (Panzerhaubitze 155 mm)
- K10 ARV (Ammunition Resupply Vehicle, Ladefahrzeug zur Panzerhaubitze K9)

#### Flugabwehrpanzer
- K30 Biho (Flakpanzer 2×30 mm)
- K-SAM Chun'ma (franz. Flugabwehrraketensystem Crotale auf Basis K200)

#### Brückenlegepanzer
- K1 AVLB (auf Basis des K1 Typ 88)

#### Bergepanzer
- K1 ARV (auf Basis K1 Typ 88)

### Tschechien

#### Kampfpanzer
- T-72CZ (Wesentlich verbesserter und modernisierter Lizenzbau des sowjetisch/russischen T-72M1)

### Türkei

#### Kampfpanzer
- Altay (Basiert auf dem koreanischen K2 Black Panther)

#### Transportpanzer
- Pars

### Ukraine

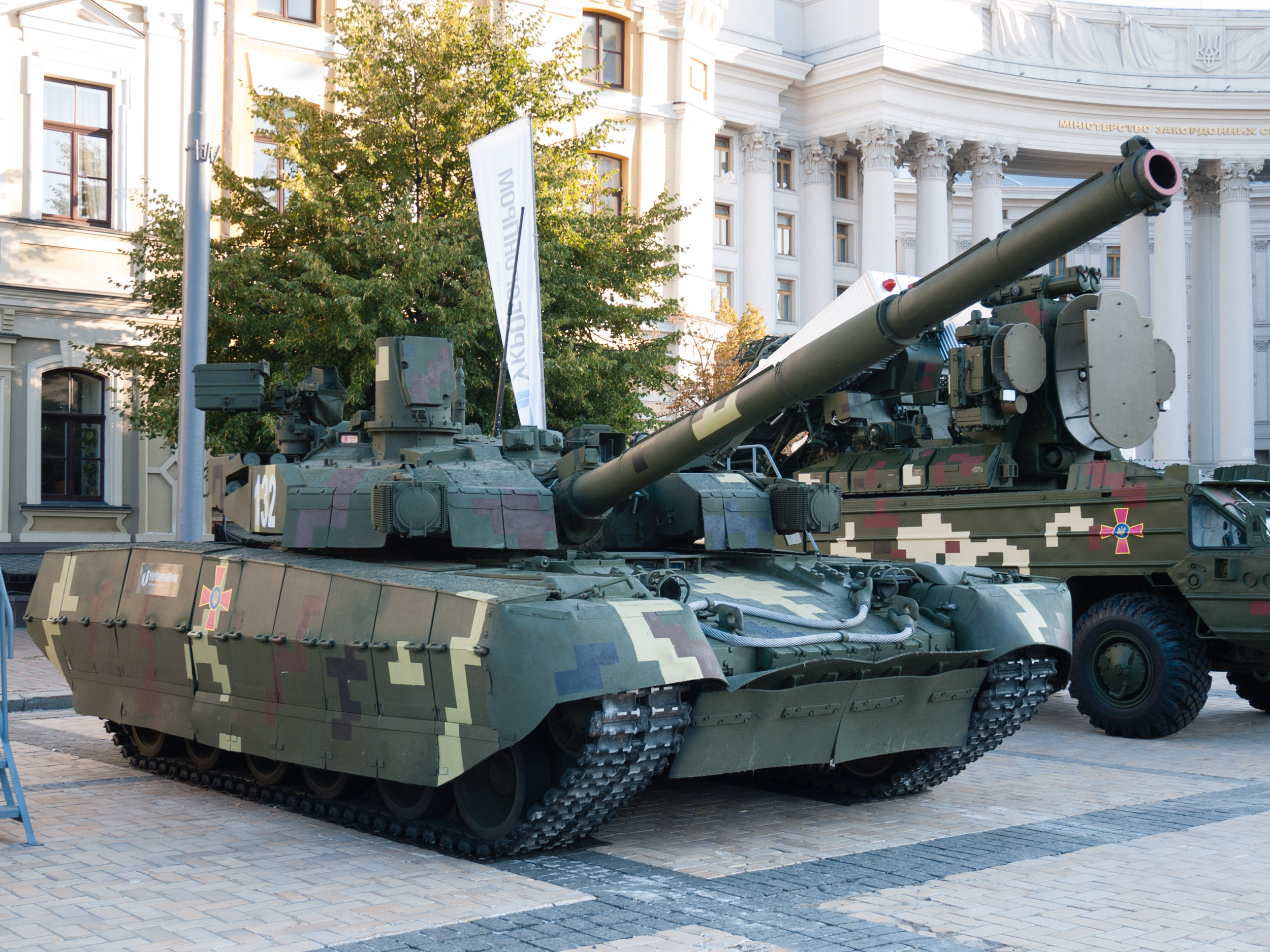
BM Oplot

#### Kampfpanzer
- BM Bulat
- T-84 (Weiterentwicklung des sowjetischen T-80)
- BM Oplot

#### Transportpanzer
- BTR-3
- BTR-4
- BTR-7
- BTR-94

### Vereinigte Staaten

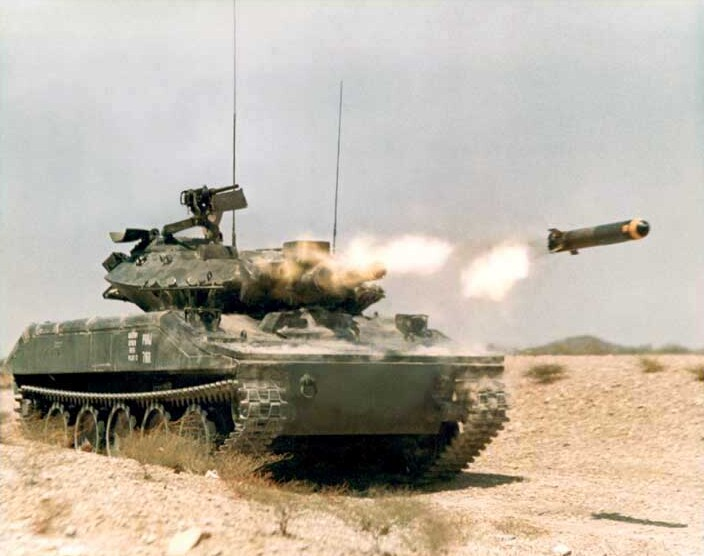
M551 Sheridan

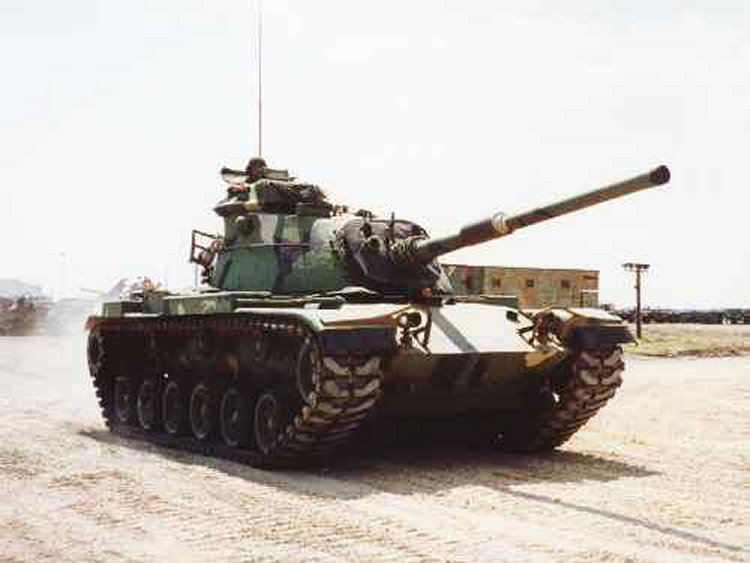
M60

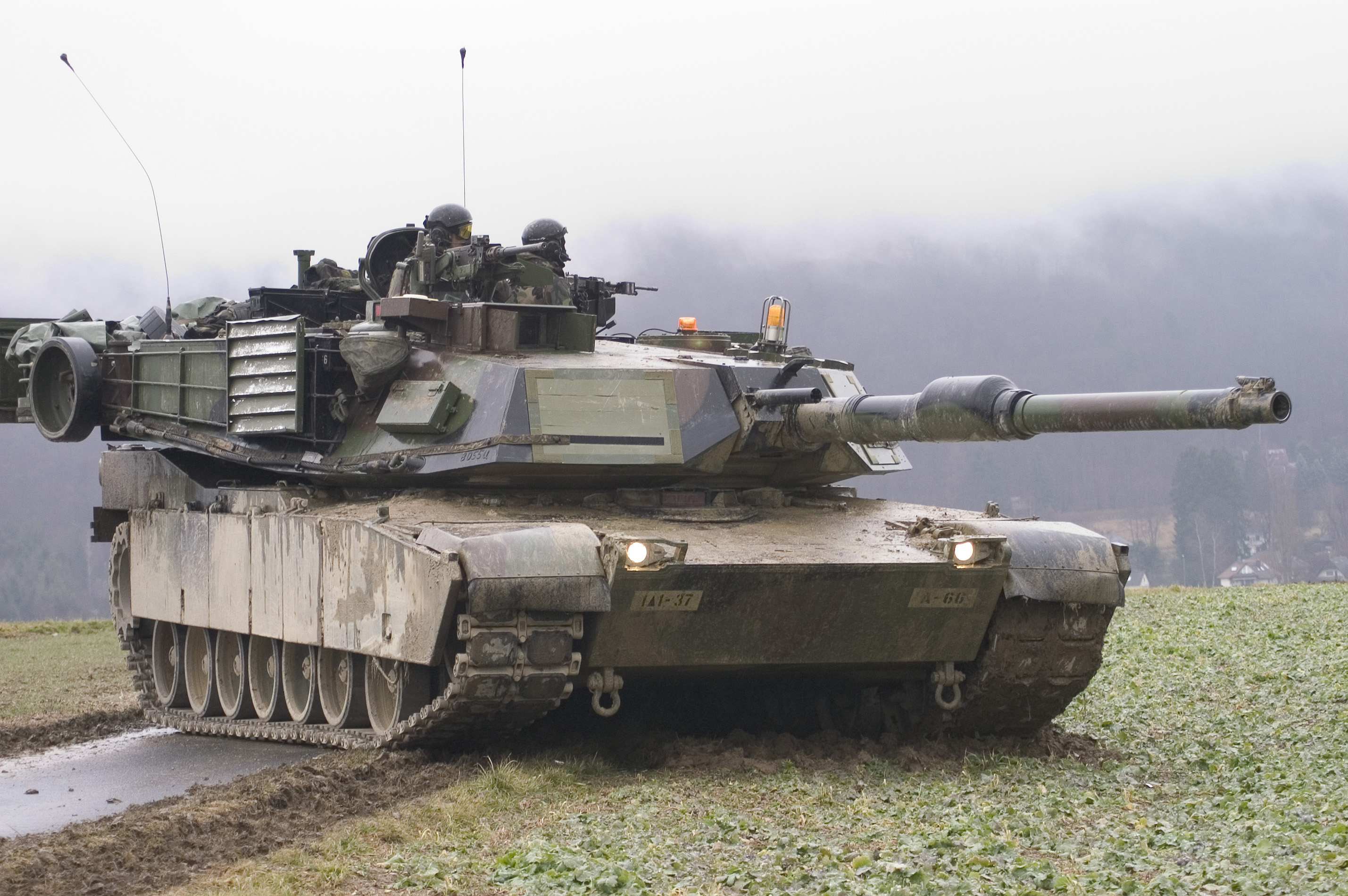
M1A1 Abrams

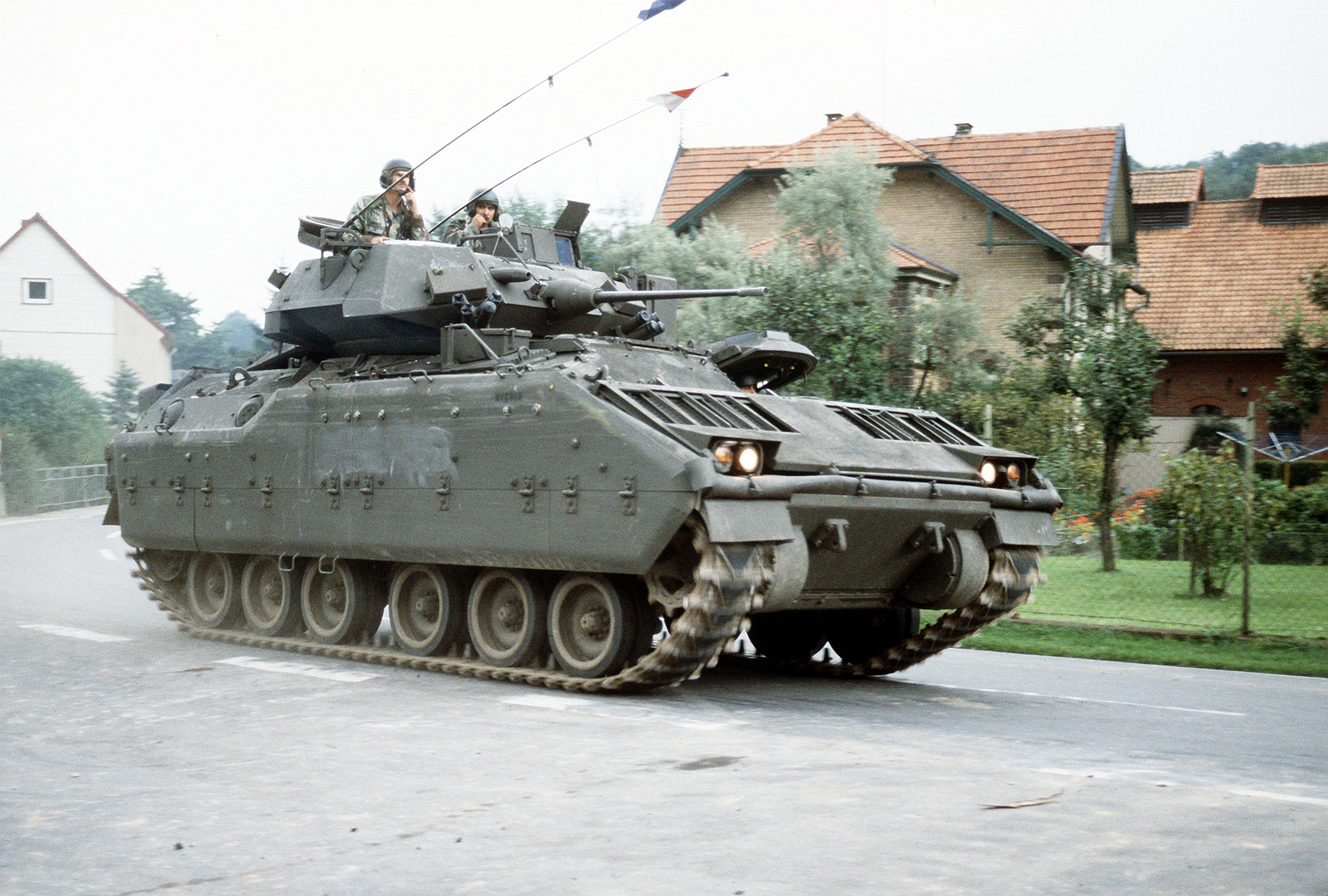
M2 Bradley

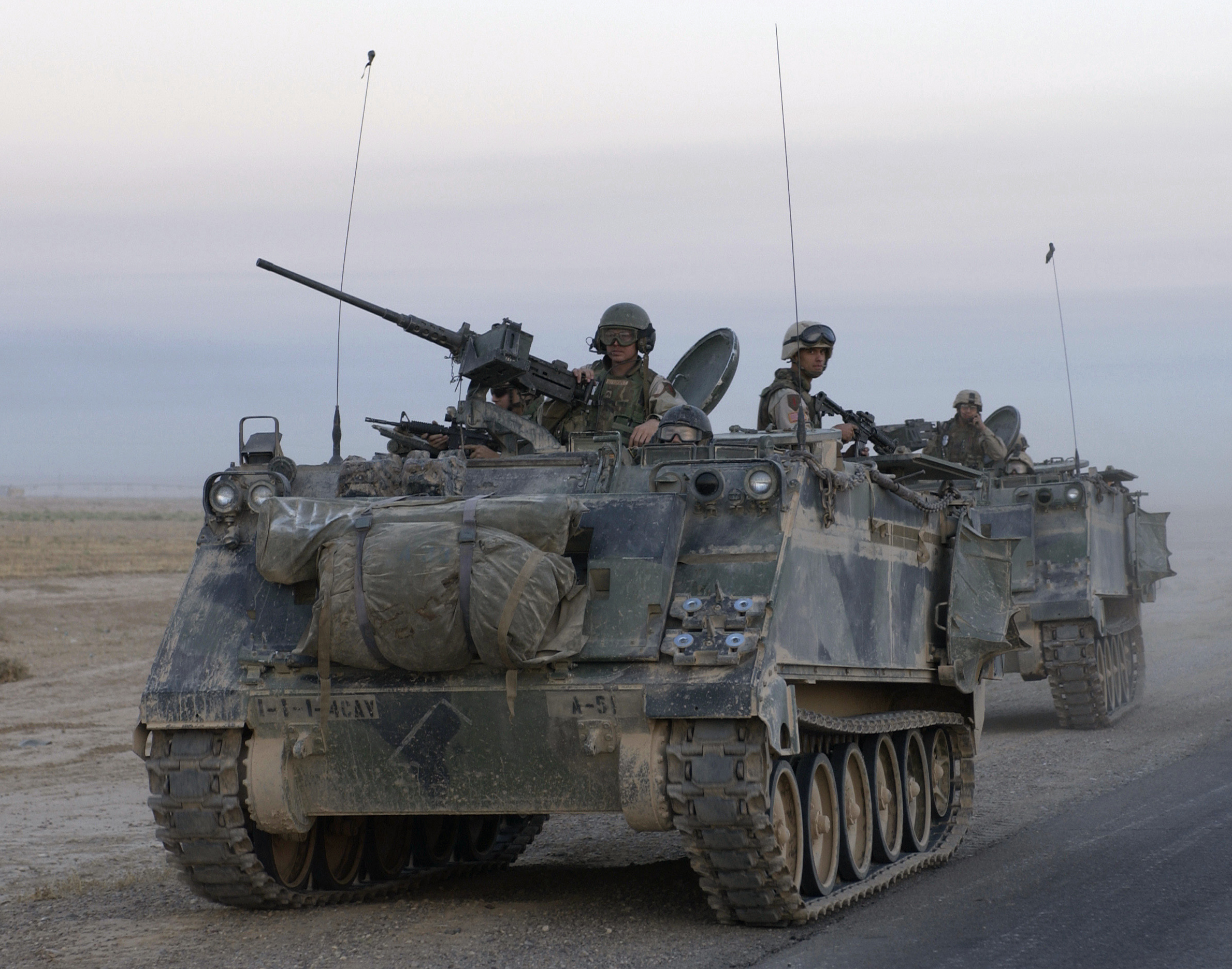
M113

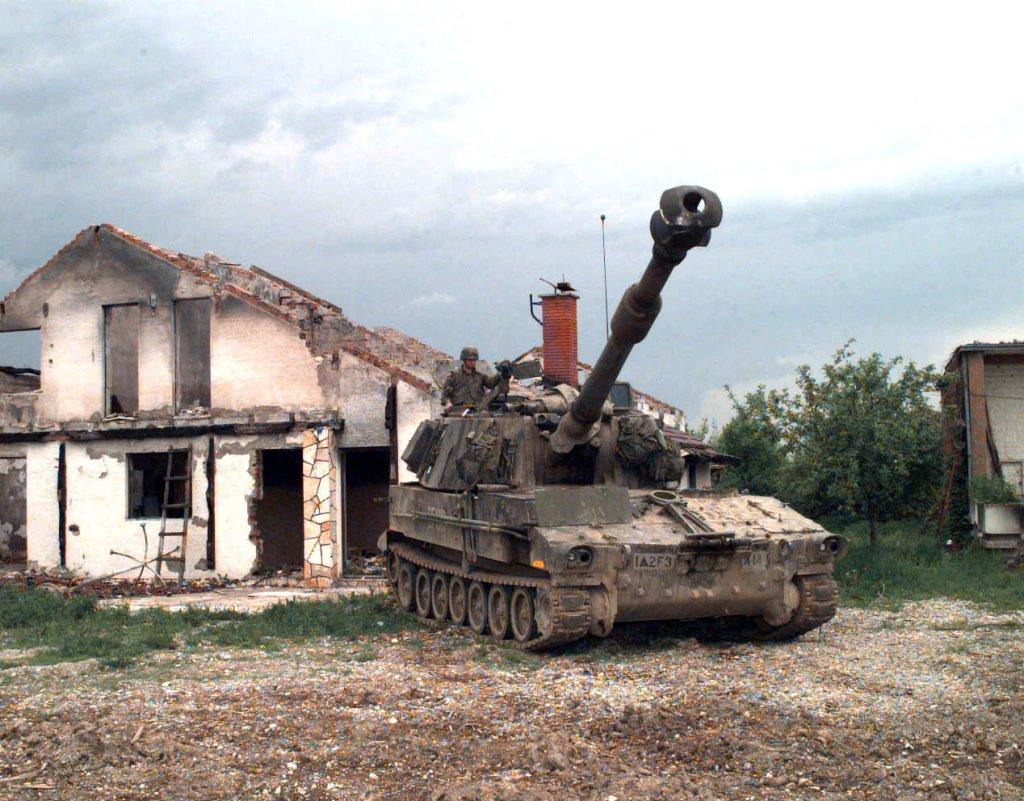
M109A3

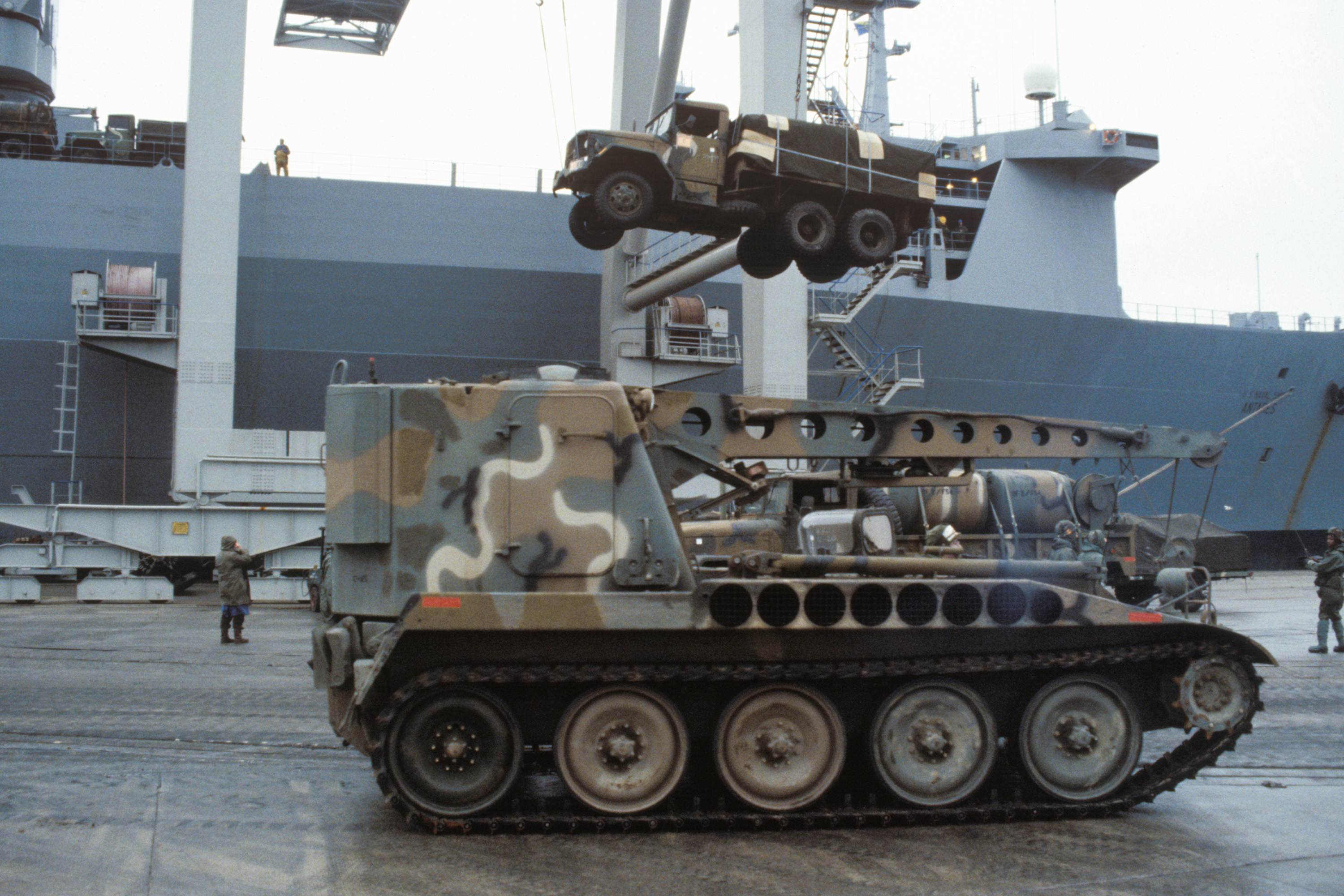
M578

#### Aufklärungspanzer
- M114
- M113 C&R/Lynx (nur für den Export gebaut)
- M551 Sheridan
- M706 Commando
- M3 Bradley CFV

#### Kampfpanzer
- M26 Pershing
- M46 Patton
- M47 Patton
- M48 Patton
- M41 Walker Bulldog
- M103
- M60
- M1 Abrams
- Stingray (nur für den Export gebaut)

#### Schützenpanzer
- AIFV (nur für den Export gebaut)
- M2 Bradley IFV
- Stryker

#### Transportpanzer
- M75
- M59
- M113

#### Luftlandepanzer
- M50 Ontos
- M56 Scorpion

#### Landungspanzer
- LVT-5
- LVTP-7/AAV7

#### Panzerartillerie
- M44 (Panzerhaubitze 155 mm)
- M52 (Panzerhaubitze 105 mm)
- M53 (Panzerkanone 155 mm)
- M55 (Panzerhaubitze 203 mm)
- M107 (Kanone 175 mm auf Selbstfahrlafette)
- M108 (Panzerhaubitze 105 mm)
- M109 (Panzerhaubitze 155 mm)
- M110 (Haubitze 203 mm auf Selbstfahrlafette)
- M270 MLRS (Multiple Launch Rocket System, Mehrfachraketenwerfer 227 mm)
- M109A6 Paladin

#### Flugabwehrpanzer
- M42 Duster (auf M41-Chassis)
- M163 Vulcan (auf M113-Chassis)
- M247 Sergeant York (auf M48-Chassis)
- M6 Linebacker (auf M2 Bradley-Chassis)

#### Brückenlegepanzer
- M48 AVLB (Armored Vehicle Launched Bridge)
- M60A1 AVLB
- M104 Wolverine

#### Pionierpanzer
- M728 CEV (Combat Engineer Vehicle)
- M9 ACE (Armored Combat Earthmover)

#### Bergepanzer
- M51
- M88
- M578
- M579
- M88A2 Hercules